# 2001年のテレビ (日本)
2001年のテレビでは、2001年のテレビ分野（主に日本）の動向についてまとめる。

## テレビ関係の出来事等

### 1月
- 10日 - カートゥーン ネットワークのテレビアニメ『パワーパフガールズ』がテレビ東京系で放送開始。開始当初は水曜18:30だったが、7月から日曜7:00に移動した（同年の12月でテレビ東京系での放映を終了し、カートゥーン ネットワーク内で2004年6月から2005年まで放映された）。

### 2月
- 10日 - えひめ丸事故がこの日発生。テレビ各局の報道・情報番組は終日、同事件の一色となる。

### 3月
- 21日 - フジテレビ系の水曜19:00に放送されていたテレビアニメ『ONE PIECE』が、この日放送のスペシャルをもって、『100%キャイ〜ン!』拡大のため日曜19:30に移動、1970年4月開始の『あしたのジョー』以来31年続いた水曜19時のアニメは全廃、同時にフジテレビ平日19時のアニメも全廃となった。なお『ONE PIECE』はその後変遷を繰り返しながら、2025年現在も放送中。
- 24日 - テレビ東京系では『スポーツTODAYワイド』から『激生!スポーツTODAY』へ改題リニューアル。
- 25日 - 日本テレビ・読売テレビ制作で1960年3月20日から放送されていた宗教番組『宗教の時間』がこの日もって終了。41年の歴史に幕。
- 30日
  - 日本テレビ系で1979年（昭和54年）から放送が開始された朝のワイドショー『ルックルックこんにちは』がこの日の放送をもって終了、22年の歴史に幕。最終回には、自らの自己破産で降板した2代目司会者の岸部四郎が特別ゲストで出演した。
  - 毎日放送で1959年（昭和34年）のテレビ部門開局以来放送された経済情報番組『大阪株式市況』[1] がこの日で放送を終了、42年の歴史に幕を下ろすと共に、同局のラジオ部門が開局（1951年（昭和26年））して以来続いた株式情報番組を廃止した。
- 31日 - フジテレビ系で1976年4月から放送されていた、『プロ野球ニュース』（第二期）が地上波での放送を終了。25年の歴史に幕。その後はCSのフジテレビ739（フジテレビONEの前身）へ移行し、プロ野球専門番組へと特化して、2025年現在も放送中。

### 4月
- 1日 - フジテレビ・関西テレビ系で、日曜夜に放送されていた両局共同制作の情報番組『スーパーナイト』、日曜最終のFNNニュース『ニュースJAPAN WEEKEND』、当時終了が決まっていた『プロ野球ニュース』を枠統合し、新たな両局の共同制作による情報番組『EZ!TV』がこの日から放送開始（ - 2005年9月18日）。司会は『スーパーナイト』に引き続いて元NHKアナウンサーで、フリーの森本毅郎と当時フジテレビのアナウンサーだった小島奈津子が務めた。番組内に日曜最終のFNNニュースとスポーツニュースを内包する形をとった。その後、2003年4月に日曜最終のFNNニュースとスポーツニュースを再分離し、2004年10月には『情報ライブEZ!TV』へ改題した。同日テレビ朝日系にて『グレートマザー物語』がスタート。森本自身テレビ朝日として初のレギュラー番組をナレーターとして出演。第1回放送は大橋巨泉の母だった（2007年3月まで放送）。
  - 同日 - フジテレビで25年間放送された『プロ野球ニュース』に代わってこの日、『感動ファクトリー・すぽると!』が放送開始（ - 2016年4月2日）。初日は上記『EZ!TV』内のワンコーナー「EZ!すぽると!」として放送した。平日のメーンキャスターは『プロ野球ニュース』から引き続いて三宅正治アナウンサーが務めた（2011年3月まで）。2005年4月に『すぽると!』に改題している。
  - テレビ朝日系ではこの日から新番組とリニューアル開始。『ANNニュース』は田原浩史（当時）アナウンサーが新キャスターとして担当。『ANNニュース&スポーツ』と『ベストポジションSPORTS』が放送開始（ - 2002年3月31日）。
- 2日
  - NHKではこの日から新番組とリニューアル開始。『スタジオパークからこんにちは』は14時までに縮小。新番組は『テントでセッション』が定時放送開始。
    - 日本テレビ系ではこの日から新番組とリニューアルを開始。『ジパングあさ6』は魚住りえが担当。新番組は『レッツ!』が放送開始（ - 2002年3月30日）。司会は向井亜紀と鈴木健アナウンサーが担当。『NNNきょうの出来事』の新キャスターに菅谷大介アナウンサーが就任。
    - TBS系ではこの日から新番組とニューアルを開始。『エクスプレス』は木村郁美アナウンサーが昇格。『ニュースの森』新キャスターは小川知子 (アナウンサー)が担当。新番組は『モーニング天気』が放送開始（ - 2002年3月31日）。
    - フジテレビ系ではこの日から新番組とリニューアル開始。『めざまし天気』は4時30分開始。新キャスターに勝恵子が就任。新番組は『こたえてちょーだい!』が放送開始（ - 2007年3月30日）。司会は川合俊一と菊間千乃（当時）アナウンサーが担当。7日は『お台場2★4★8 スーパーウォッ!チャ』が改題リニューアル。土日は『FNNスーパーニュースWEEKEND』改題リニューアルとして土日とも17時30分開始。『笑っていいとも!』の新レギュラーとして0930、はしのえみ、大坪千夏（当時）アナウンサー、飯尾和樹、坂下千里子が加入。さらに、ヨッピー、ガレッジセール、プリンプリンが隔週レギュラーとして加入。
    - テレビ東京系ではこの日から放送時間変更とリニューアル開始。『わっ!!つNEW』と『ニュースウォッチ』と『株式ニュース』が放送時間変更。『TXNニュースアイ』の新キャスターとして佐々木明子アナウンサーが就任。

  - TBS系ナショナル劇場『水戸黄門』の第29部がこの日から放送開始。このシリーズで、水戸光圀役が佐野浅夫から石坂浩二に交代したが、石坂が急病のため翌年放送の第30部で降板した。
- 8日 - フジテレビ系で、KinKi Kidsメインの音楽番組『堂本兄弟』がこの日放送開始（ - 2014年9月28日）。 KinKi KidsとGacktらがメンバーの「堂本ブラザーズバンド」と週替わりのゲストがトークとセッションなどを展開。2004年10月には『新堂本兄弟』に改題。メンバーも高見沢俊彦（THE ALFEE）、西川貴教（T.M.Revolution）、高橋みなみ（歌手、レギュラー放送当時はAKB48のメンバー）、槇原敬之（シンガーソングライター）など入れ替えながら13年半にわたって放送。終了後も年1回のペースで特番として放送している。
- 11日 - 日本テレビ系で、笑福亭鶴瓶と中居正広司会のドキュメントバラエティ番組『ザ!世界仰天ニュース』がこの日放送開始し、2025年現在も継続中。
- 14日 - 毎日放送で、土曜日の午前から午後にかけての大型情報番組『せやねん!』（関西ローカル）がこの日から放送開始。司会は漫才コンビのトミーズが務め、2025年現在も継続中。

### 6月
- 8日 - 大阪大附属池田小児童殺傷事件がこの日発生、テレビ各局の報道・情報番組は終日、同事件の報道一色となる。

### 7月
- 16日～29日 - テレビ朝日系で世界水泳2001福岡を独占放送。
- 21日 - 明石花火大会歩道橋事故がこの日発生、テレビ各局の報道・情報番組は終日、同事件の報道一色となる。

### 8月
- 3日～12日 - TBS系で「世界陸上2001カナダ」を独占放送。

### 9月
- 1日 - この日未明に東京都新宿区で歌舞伎町ビル火災が発生、テレビ各局は9月11日までの連日、ビル火災関連報道一色となる。
- 11日 - 日本時間の22時ごろ、アメリカ合衆国で同時多発テロ事件が発生。NHKや民放各局は通常番組を放送中にニュース速報のテロップを流した後、番組を中断してそのまま同事件の報道特別番組を終夜体制で放送した。12日も報道特番は早朝から深夜まで続いたが、民放各局は13日からほぼ通常通りの番組編成に戻った。
- 28日 - 日本テレビ系が翌月の朝の情報番組の大型改編を実施。これにより、1992年3月から開始した『ジパングあさ6』及び1979年3月に開始した『ズームイン!!朝!』がそれぞれ放送終了。前者は1983年5月から開始した前身番組である『ルンルンあさ6生情報』から通算して18年5か月、後者は22年7か月の歴史にそれぞれ幕。
- 29日 - 毎日放送・TBS系で1983年5月から放送開始した情報番組『すてきな出逢い いい朝8時[2]』がこの日で終了、前身番組『ウィークエンドショー』から通算して36年の歴史に幕。

### 10月
- 1日
  - この日から日本テレビ系の平日と土曜朝の情報番組が刷新。早朝の時間帯にはCS放送のニュース専門チャンネル『NNN24』（後の日テレNEWS24）が制作する『ニュース朝いち430』を開始（ - 2006年3月31日）。メインキャスターを元中部日本放送アナウンサーで、フリーの原元美紀が務めた（2002年3月まで）。また、9月28日まで22年7カ月に渡って放送した平日朝の生放送情報番組『ズームイン!!朝!』も刷新され、直前に放送されていた『あさ天5』、『ジパングあさ6』の両情報番組を統合し放送枠を拡大、『ズームイン!!SUPER』としてリニューアルした（ - 2011年3月31日）。司会には、『ズームイン!!朝!』3代目キャスターの福澤朗（当時同局アナウンサー。後にはフリーアナウンサーに転身。）に加え、新たに大桃美代子（タレント）、『ズームイン!!朝!』で読売テレビのキャスターを務めていた辛坊治郎（当時読売テレビ解説委員。新聞解説も担当）を迎えた。（後に、司会を羽鳥慎一、西尾由佳理（いずれも出演当時同局アナウンサー。後にフリーアナウンサーに転身。）に交代。）『あさ天サタデー』が放送開始（ - 2009年3月28日）。新キャスターとして延友陽子アナウンサー（当時）が担当。
    - この日からTBSが新番組とリニューアル開始。『ニュースの森』は杉尾秀哉キャスターが復帰。土日版は伊藤隆太アナウンサーが担当。6日放送開始の『リアルタイム』は内藤剛志と春野恵子が担当。
    - この日からフジテレビが新番組とリニューアル開始。29日は『地元発信! 東京ジモティ』が放送開始（ - 2002年5月31日）。司会は加藤茶と森川由加里が担当。『笑っていいとも!』の新レギュラーとして相田翔子、中澤裕子、麻木久仁子、梅津弥英子アナが加入。6日は『情報プロジェクトS』が放送開始。キャスターは大塚範一と島田彩夏アナウンサーが担当。
    - この日からテレビ朝日がリニューアル開始。『ラジ朝@モーニング』から『N天トップ!』と『スクープ21』から『ザ・スクープ』がそれぞれ改題リニューアル。
    - この日からテレビ東京が新番組とリニューアル開始。『Closing Bell』が放送開始（ - 2008年9月26日）。6日は『ウィークエンドサテライト』が放送開始（ - 2002年3月30日）。
- 1日と4日、フジテレビのプロ野球中継に関する事でトラブルが起きた。
  - 1日 - この日放送する予定の歌謡番組『HEY!HEY!HEY! MUSIC CHAMP』拡大スペシャルが、既に今季限りで退任が決まっている巨人の長嶋茂雄監督の最終指揮試合「阪神×巨人」（阪神甲子園球場）に差し替えた。『HEY!HEY!HEY!』の司会者であるダウンタウンには既に番組差し替えが伝えられているため、1997年の『ダウンタウンのごっつええ感じ』（詳細は突然の番組終了を参照）の様なトラブルは起きなかったが、直後に生放送による期首特番『笑っていいとも!秋の祭典スペシャル』が控えている関係上、延長せずに終了したため、視聴者から苦情が起きた。
  - 4日 - 放送中の『世にも奇妙な物語 秋の特別編』の2本目の前半終了後のCM明けに、リーグ優勝間近のヤクルトスワローズ対阪神タイガースの試合の模様が入り込む。23時過ぎまで延長したものの、試合は引き分けとなって優勝は持ち越され、『秋の特別編』は再開したものの放送は1時過ぎで終わった。
- 7日 - TBS系で爆笑問題司会の情報バラエティ番組『サンデージャポン』がこの日から放送を開始し、2025年現在も継続中。
- 13日 - テレビ朝日系で香取慎吾と小宮悦子（12月まで。その後は終了まで大下容子アナウンサー）司会の情報・教養バラエティ番組『SmaSTATION!!』がこの日から放送開始（ - 2017年9月23日）。当初はニュース色の強い番組で、ゲストはスタジオに登場していなかった。
- 19日 - TBS系で中居正広司会の情報・教養バラエティ番組『中居正広の金曜日のスマたちへ』（2016年2月12日より『中居正広の金曜日のスマイルたちへ』に改題）がこの日から放送開始（ - 2024年12月13日）。

### 12月
- 1日 - 愛子内親王がこの日誕生。NHKや民放各局はこの日のゴールデンタイムに報道特別番組を編成したが、テレビ東京は通常通り旅番組『土曜スペシャル』（鍋特集）を放送した。
- 29日 - 日本テレビ系『マジカル頭脳パワー!!』が復活。
- 31日
  - TBS系で『第43回 輝く!日本レコード大賞』を放送、大賞は浜崎あゆみの「Dearest」が受賞。
  - 『第52回NHK紅白歌合戦』を放送。

## その他テレビに関する話題
- 日本テレビがこの年の年間視聴率で1994年から8年連続3冠王となる。翌2002年春には年度視聴率でも8年連続3冠王となる。
- 1月1日 - TXN九州（登記上の商号はティー・エックス・エヌ九州）がTVQ九州放送（当初の登記上の商号はティー・ヴイ・キュー九州放送）に社名変更、略称の「TVQ」はそのまま継続。
- 1月27日 - NHKアナウンサーとして報道番組『ニュースセンター9時』、『7時のニュース』、音楽番組『あなたのメロディー』などを担当したこともあり、NHKを退職後はCICカナダ国際大学理事を務めた伊藤鑛二が肝不全のため死去（67歳没）[3]。
- 4月1日
  - 埼玉県さいたま市が発足したのに伴い、NHK浦和放送局（旧浦和市）がNHKさいたま放送局に名称を変更。
  - TBSが日本の民放テレビ局で最後に消費者金融のCMを解禁。また、同局の情報番組と教養番組の制作部門として「株式会社TBSライブ」（後に株式会社TBSテレビに再編）を設立。TBSエンタテイメントが行ってきた教養系バラエティ番組の一部制作を引き継ぐ。
  - テレビ埼玉（TVS）が日本の地上波民放テレビ局で最後に音声多重放送を開始。これに伴い、放送大学テレビと北海道の一部を除く全放送局が音声多重放送を行うようになった。
- 10月1日 - TBSテレビのコールサインが、ラジオ部門の分社・免許承継に伴い開局以来使われた「JOKR-TV」から「JORX-TV」に変更、局名呼出名称も「東京放送」から「TBSテレビジョン」に変更される。

## 概存局の音声多重放送開始
- 4月1日 - テレビ埼玉

## 周年

### 番組
- 1月
  - 放送開始35周年 - 『ウルトラシリーズ』 (毎日放送)
  - 放送開始30周年 - 『新婚さんいらっしゃい!』（朝日放送）
  - 放送開始10周年 - 『ライオンのごきげんよう』（フジテレビ）
  - 放送開始5周年 - 『名探偵コナン』（読売テレビ）
- 2月 - 『徹子の部屋』（テレビ朝日）放送開始25周年。
- 4月
  - 放送開始40周年
    - 『連続テレビ小説』（NHK総合）
    - 『みんなのうた』（NHK）

  - 放送開始30周年
    - 『仮面ライダーシリーズ』(テレビ朝日)

  - 放送開始25周年
    - 『名曲アルバム』（NHK）
    - 『日曜美術館』（NHK教育）

  - 放送開始20周年 - 『将棋の時間』（NHK教育）
  - 放送開始15周年
    - 『日立 世界・ふしぎ発見!』（TBS）
    - 『いい旅・夢気分』（テレビ東京）

  - 放送開始10周年
    - 『ひとりでできるもん!シリーズ』（NHK教育）
    - 『スーパーテレビ情報最前線』（日本テレビ）
    - 『ブロードキャスター』（TBS）

  - 放送開始5周年
    - 『いないいないばあっ!』（NHK教育）
    - 『ざわざわ森のがんこちゃん』（NHK教育）
    - 『ズームイン!!サタデー』（日本テレビ）
    - 『世界遺産』（TBS）
    - 『王様のブランチ』（TBS）
    - 『さんまのSUPERからくりTV』（TBS）
    - 『SMAP×SMAP』（関西テレビ・フジテレビ）
    - 『ワイド!スクランブル』（テレビ朝日）
- 5月 - 『笑点』（日本テレビ）放送開始35周年。
- 9月 - 『はなまるマーケット』（TBS）放送開始5周年。
- 10月
  - 放送開始35周年 - 『日曜洋画劇場』（テレビ朝日）
  - 放送開始15周年 - 『ミュージックステーション』（テレビ朝日）
  - 放送開始10周年
    - 『オールスター感謝祭』（TBS）
    - 『どさんこワイド』（札幌テレビ放送）
    - 『KRYさわやかモーニング』（山口放送）

  - 放送開始5周年
    - 『うたばん』（TBS）
    - 『発掘!あるある大事典』（関西テレビ）
    - 『めちゃ×2イケてるッ!』（フジテレビ）
    - 『水曜どうでしょう』（北海道テレビ放送）
- 12月 - 『日曜劇場』（TBS）放送開始45周年。

### 開局・放送開始
1月8日
NHK広島放送局教育テレビジョン放送開始40周年。
3月21日
NHK福岡放送局テレビジョン放送開始45周年。
3月22日
NHK仙台放送局、NHK広島放送局テレビジョン放送開始45周年。
4月1日
- 県域教育テレビジョン放送開始40周年 - NHK富山放送局
- 県域テレビジョン放送開始30周年 - NHK大津放送局（3月1日中継局開所40周年）
- 開局20周年 - テレビ新潟放送網
- 開局10周年 - WOWOW、岩手めんこいテレビ、長野朝日放送、TVQ九州放送、長崎国際テレビ

4月16日
群馬テレビ開局30周年。
5月1日
千葉テレビ放送開局30周年。
5月24日
NHK神戸放送局テレビジョン放送開始30周年。
5月31日
NHK和歌山放送局テレビジョン放送開始30周年。
8月1日
NHK高知放送局教育テレビジョン放送開始40周年。
10月1日
- 開局20周年 - 福島放送
- 開局10周年 - 青森朝日放送、北陸朝日放送
- 開局5周年 - 岩手朝日テレビ

12月1日
中部日本放送、朝日放送（大阪テレビ放送として）テレビジョン放送開始45周年。
12月22日
NHK札幌放送局テレビジョン放送開始45周年。

## 記念回
- 6月9日 - COUNT DOWN TV（TBS）400回
- 11月24日 - ランク王国（TBS）300回

## 視聴率

### ニュース・報道番組
| 順位 | 視聴率 | 放送日              | 番組名                  | 放送局     |
| ---- | ------ | ------------------- | ----------------------- | ---------- |
| 1    | 27.3%  | 9月12日 20:45-21:00 | 首都圏ニュース845       | NHK総合    |
| 2    | 25.9%  | 9月11日 7:00-8:15   | NHKニュースおはよう日本 | NHK総合    |
| 3    | 25.4%  | 9月11日 22:55-      | NHKニュース             | NHK総合    |
| 4    | 24.6%  | 9月12日 19:00-??:?? | NHKニュース7            | NHK総合    |
| 5    | 23.9%  | 8月22日 7:00-8:15   | NHKニュースおはよう日本 | NHK総合    |
| 6    | 23.6%  | 8月21日 19:00-19:30 | NHKニュース7            | NHK総合    |
| 7    | 22.8%  | 9月15日 22:00-23:24 | ブロードキャスター      | TBS        |
| 8    | 22.7%  | 1月27日 17:30-      | NHKニュース             | NHK総合    |
| 9    | 22.3%  | 9月8日 22:00-23:24  | ブロードキャスター      | TBS        |
| 10   | 22.0%  | 1月20日 22:00-23:24 | ブロードキャスター      | TBS        |
| 11   | 21.5%  | 6月8日 21:54-23:09  | ニュースステーション    | テレビ朝日 |
| 12   | 21.4%  | 6月16日 22:00-23:24 | ブロードキャスター      | TBS        |
| 13   | 21.1%  | 9月13日 19:30-19:57 | クローズアップ現代      | NHK総合    |
| 13   | 21.1%  | 9月13日 21:54-23:09 | ニュースステーション    | テレビ朝日 |
| 14   | 21.3%  | 10月8日 19:00-19:30 | NHKニュース7            | NHK総合    |
| 14   | 20.7%  | 5月5日 22:00-23:24  | ブロードキャスター      | TBS        |
| 15   | 20.4%  | 3月17日 22:00-23:24 | ブロードキャスター      | TBS        |
| 15   | 20.4%  | 9月11日 22:00-      | NHKニュース10           | NHK総合    |
| 16   | 20.3%  | 5月12日 22:00-23:24 | ブロードキャスター      | TBS        |
| 17   | 20.2%  | 8月22日 8:30-       | NHKニュース・台風情報   | NHK総合    |
| 17   | 20.2%  | 9月14日 21:00-      | NHKニュース9            | NHK総合    |

### スポーツ
| 順位 | 視聴率 | 放送日              | 番組名                                                                               | 放送局     |
| ---- | ------ | ------------------- | ------------------------------------------------------------------------------------ | ---------- |
| 1    | 37.9%  | 6月10日 18:45-21:19 | FIFAコンフェデレーションズカップサッカー2001・決勝 日本×フランス                     | フジテレビ |
| 2    | 36.4%  | 9月30日 15:55-18:45 | 高橋尚子世界最高への挑戦!独占生中継・ベルリンマラソン                                | フジテレビ |
| 3    | 29.3%  | 6月4日 19:15-21:34  | FIFAコンフェデレーションズカップサッカー2001 ブラジル×日本                           | フジテレビ |
| 4    | 27.9%  | 7月1日 19:10-20:25  | ファイトTV24 ボクシング・WBA世界ライト級タイトルマッチ 畑山隆則×ジュリアン・ロルシー | TBS        |
| 5    | 27.5%  | 1月3日 7:45-14:20   | 第77回東京箱根間往復大学駅伝競走・復路                                               | 日本テレビ |
| 6    | 26.5%  | 9月30日 19:00-22:04 | プロ野球日曜ナイター 巨人×横浜                                                       | 日本テレビ |
| 7    | 25.8%  | 2月17日 20:00-21:09 | ボクシング・WBA世界ライト級タイトルマッチ 畑山隆則×リック吉村                        | TBS        |
| 7    | 25.8%  | 6月2日 19:15-21:18  | FIFAコンフェデレーションズカップサッカー2001 カメルーン×日本                         | フジテレビ |
| 8    | 25.4%  | 11月7日 19:15-23:09 | キリンチャレンジカップ2001・サッカー 日本×イタリア                                   | テレビ朝日 |
| 9    | 25.3%  | 8月12日 22:58-24:30 | 世界陸上2001・夜第2部                                                                | TBS        |
| 9    | 24.5%  | 1月2日 7:45-14:20   | 第77回東京箱根間往復大学駅伝競走・往路                                               | 日本テレビ |
| 10   | 22.9%  | 4月1日 18:00-21:??  | プロ野球開幕戦 巨人×阪神                                                             | 日本テレビ |
| 11   | 22.6%  | 3月25日 15:30-18:00 | 大相撲春場所・14日目                                                                 | NHK総合    |
| 12   | 22.0%  | 4月1日 19:00-21:??  | ナイター中継2001 横浜×巨人                                                           | フジテレビ |
| 13   | 21.5%  | 4月14日 19:00-21:?? | ナイター 巨人×横浜                                                                   | 日本テレビ |
| 14   | 20.8%  | 4月14日 19:00-21:?? | ナイター 巨人×横浜                                                                   | 日本テレビ |
| 15   | 20.5%  | 8月12日 24:??-??:?? | 世界陸上2001・夜第2部                                                                | TBS        |

### ドラマ・映画
| 順位 | 視聴率 | 放送日               | 番組名                                                                          | 放送局     |
| ---- | ------ | -------------------- | ------------------------------------------------------------------------------- | ---------- |
| 1    | 36.8%  | 2月26日 21:00-21:54  | HERO                                                                            | フジテレビ |
| 1    | 36.8%  | 3月19日 21:00-22:19  | HERO（最終回）                                                                  | フジテレビ |
| 2    | 36.1%  | 2月12日 21:00-21:54  | HERO                                                                            | フジテレビ |
| 3    | 35.4%  | 9月1日 21:00-22:54   | 夏休み映画特別企画・タイタニック ジェームズ・キャメロン監督日本特別編集版・後編 | フジテレビ |
| 4    | 35.1%  | 3月12日 21:00-21:54  | HERO                                                                            | フジテレビ |
| 5    | 34.9%  | 2月5日 21:00-21:54   | HERO                                                                            | フジテレビ |
| 6    | 34.5%  | 2月19日 21:00-21:54  | HERO                                                                            | フジテレビ |
| 6    | 34.5%  | 8月31日 21:00-23:17  | 夏休み映画特別企画・タイタニック ジェームズ・キャメロン監督日本特別編集版・前編 | フジテレビ |
| 7    | 34.4%  | 3月5日 21:00-21:54   | HERO                                                                            | フジテレビ |
| 8    | 33.4%  | 1月8日 21:00-22:09   | HERO（初回）                                                                    | フジテレビ |
| 9    | 32.7%  | 1月15日 21:00-21:54  | HERO                                                                            | フジテレビ |
| 10   | 30.8%  | 1月22日 21:00-21:54  | HERO                                                                            | フジテレビ |
| 11   | 30.7%  | 1月29日 21:00-21:54  | HERO                                                                            | フジテレビ |
| 12   | 29.3%  | 9月11日 8:15-8:30    | 連続テレビ小説・ちゅらさん                                                      | NHK総合    |
| 13   | 29.0%  | 4月21日 21:00-21:54  | 明日があるさ（初回）                                                            | 日本テレビ |
| 14   | 28.4%  | 8月22日 8:15-8:30    | 連続テレビ小説・ちゅらさん                                                      | NHK総合    |
| 15   | 27.8%  | 9月27日 21:00-22:54  | 橋田壽賀子ドラマ・渡る世間は鬼ばかり 第5シリーズ 最終回スペシャル               | TBS        |
| 16   | 26.9%  | 1月26日 21:03-23:44  | 金曜ロードショー・もののけ姫                                                    | 日本テレビ |
| 17   | 26.7%  | 9月28日 8:15-8:30    | 連続テレビ小説・ちゅらさん                                                      | NHK総合    |
| 18   | 26.6%  | 9月6日 21:00-22:54   | 橋田壽賀子ドラマ・渡る世間は鬼ばかり 第5シリーズ                                | TBS        |
| 19   | 26.5%  | 3月1日 21:00-21:54   | 橋田壽賀子ドラマ・渡る世間は鬼ばかり 第5シリーズ                                | TBS        |
| 19   | 26.5%  | 6月14日 21:00-21:54  | 橋田壽賀子ドラマ・渡る世間は鬼ばかり 第5シリーズ                                | TBS        |
| 19   | 26.5%  | 6月28日 21:00-21:54  | 橋田壽賀子ドラマ・渡る世間は鬼ばかり 第5シリーズ                                | TBS        |
| 20   | 26.3%  | 3月8日 21:00-21:54   | 橋田壽賀子ドラマ・渡る世間は鬼ばかり 第5シリーズ                                | TBS        |
| 21   | 26.2%  | 9月7日 8:15-8:30     | 連続テレビ小説・ちゅらさん                                                      | NHK総合    |
| 22   | 26.0%  | 1月13日 20:00-22:54  | ゴールデン洋画劇場・インデペンデンス・デイ                                      | フジテレビ |
| 22   | 26.0%  | 2月15日 21:00-21:54  | 橋田壽賀子ドラマ・渡る世間は鬼ばかり 第5シリーズ                                | TBS        |
| 22   | 26.0%  | 2月22日 21:00-21:54  | 橋田壽賀子ドラマ・渡る世間は鬼ばかり 第5シリーズ                                | TBS        |
| 23   | 25.9%  | 1月18日 21:00-21:54  | 橋田壽賀子ドラマ・渡る世間は鬼ばかり 第5シリーズ                                | TBS        |
| 24   | 25.8%  | 9月20日 21:00-21:54  | 橋田壽賀子ドラマ・渡る世間は鬼ばかり 第5シリーズ                                | TBS        |
| 25   | 25.7%  | 3月22日 21:00-21:54  | 橋田壽賀子ドラマ・渡る世間は鬼ばかり 第5シリーズ                                | TBS        |
| 25   | 25.7%  | 9月20日 8:15-8:30    | 連続テレビ小説・ちゅらさん                                                      | NHK総合    |
| 26   | 25.4%  | 2月8日 21:00-21:54   | 橋田壽賀子ドラマ・渡る世間は鬼ばかり 第5シリーズ                                | TBS        |
| 26   | 25.4%  | 9月18日 21:00-22:48  | 救命病棟24時（最終回）                                                          | フジテレビ |
| 27   | 25.2%  | 9月18日 8:15-8:30    | 連続テレビ小説・ちゅらさん                                                      | NHK総合    |
| 27   | 25.2%  | 9月19日 8:15-8:30    | 連続テレビ小説・ちゅらさん                                                      | NHK総合    |
| 28   | 25.1%  | 3月15日 21:00-21:54  | 橋田壽賀子ドラマ・渡る世間は鬼ばかり 第5シリーズ                                | TBS        |
| 28   | 25.1%  | 9月25日 8:15-8:30    | 連続テレビ小説・ちゅらさん                                                      | NHK総合    |
| 28   | 25.1%  | 9月27日 8:15-8:30    | 連続テレビ小説・ちゅらさん                                                      | NHK総合    |
| 28   | 25.1%  | 12月1日 8:15-8:30    | 連続テレビ小説・ほんまもん                                                      | NHK総合    |
| 29   | 24.9%  | 1月25日 21:00-21:54  | 橋田壽賀子ドラマ・渡る世間は鬼ばかり 第5シリーズ                                | TBS        |
| 29   | 24.9%  | 5月10日 21:00-21:54  | 橋田壽賀子ドラマ・渡る世間は鬼ばかり 第5シリーズ                                | TBS        |
| 29   | 24.9%  | 8月9日 21:00-21:54   | 橋田壽賀子ドラマ・渡る世間は鬼ばかり 第5シリーズ                                | TBS        |
| 29   | 24.9%  | 8月28日 8:15-8:30    | 連続テレビ小説・ちゅらさん                                                      | NHK総合    |
| 29   | 24.9%  | 9月13日 21:00-21:54  | 橋田壽賀子ドラマ・渡る世間は鬼ばかり 第5シリーズ                                | TBS        |
| 30   | 24.7%  | 2月1日 21:00-21:54   | 橋田壽賀子ドラマ・渡る世間は鬼ばかり 第5シリーズ                                | TBS        |
| 30   | 24.7%  | 3月29日 21:00-21:54  | 橋田壽賀子ドラマ・渡る世間は鬼ばかりスペシャル                                  | TBS        |
| 30   | 24.7%  | 6月21日 21:00-21:54  | 橋田壽賀子ドラマ・渡る世間は鬼ばかり 第5シリーズ                                | TBS        |
| 30   | 24.7%  | 7月5日 21:00-21:54   | 橋田壽賀子ドラマ・渡る世間は鬼ばかり 第5シリーズ                                | TBS        |
| 30   | 24.7%  | 8月18日 21:16-22:46  | 24時間テレビドラマスペシャル 最後の夏休み                                       | 日本テレビ |
| 31   | 24.6%  | 8月30日 21:00-21:54  | 橋田壽賀子ドラマ・渡る世間は鬼ばかり 第5シリーズ                                | TBS        |
| 31   | 24.6%  | 9月26日 8:15-8:30    | 連続テレビ小説・ちゅらさん                                                      | NHK総合    |
| 31   | 24.6%  | 12月3日 8:15-8:30    | 連続テレビ小説・ほんまもん                                                      | NHK総合    |
| 31   | 24.6%  | 12月21日 8:15-8:30   | 連続テレビ小説・ほんまもん                                                      | NHK総合    |
| 31   | 24.6%  | 12月25日 8:15-8:30   | 連続テレビ小説・ほんまもん                                                      | NHK総合    |
| 32   | 24.5%  | 9月22日 8:15-8:30    | 連続テレビ小説・ちゅらさん                                                      | NHK総合    |
| 33   | 24.4%  | 7月27日 8:15-8:30    | 連続テレビ小説・ちゅらさん                                                      | NHK総合    |
| 33   | 24.4%  | 8月1日 8:15-8:30     | 連続テレビ小説・ちゅらさん                                                      | NHK総合    |
| 33   | 24.4%  | 11月21日 8:15-8:30   | 連続テレビ小説・ほんまもん                                                      | NHK総合    |
| 33   | 24.4%  | 11月30日 8:15-8:30   | 連続テレビ小説・ほんまもん                                                      | NHK総合    |
| 34   | 24.3%  | 4月15日 21:04-22:24  | 日曜劇場・Love Story（初回）                                                    | TBS        |
| 34   | 24.3%  | 11月28日 8:15-8:30   | 連続テレビ小説・ほんまもん                                                      | NHK総合    |
| 35   | 24.2%  | 7月26日 21:00-21:54  | 橋田壽賀子ドラマ・渡る世間は鬼ばかり 第5シリーズ                                | TBS        |
| 35   | 24.2%  | 9月21日 8:15-8:30    | 連続テレビ小説・ちゅらさん                                                      | NHK総合    |
| 35   | 24.2%  | 9月24日 8:15-8:30    | 連続テレビ小説・ちゅらさん                                                      | NHK総合    |
| 36   | 24.1%  | 5月24日 21:00-21:54  | 橋田壽賀子ドラマ・渡る世間は鬼ばかり 第5シリーズ                                | TBS        |
| 36   | 24.1%  | 6月29日 8:15-8:30    | 連続テレビ小説・ちゅらさん                                                      | NHK総合    |
| 36   | 24.1%  | 8月2日 21:00-21:54   | 橋田壽賀子ドラマ・渡る世間は鬼ばかり 第5シリーズ                                | TBS        |
| 36   | 24.1%  | 8月23日 21:00-21:54  | 橋田壽賀子ドラマ・渡る世間は鬼ばかり 第5シリーズ                                | TBS        |
| 36   | 24.1%  | 11月27日 8:15-8:30   | 連続テレビ小説・ほんまもん                                                      | NHK総合    |
| 36   | 24.1%  | 12月15日 8:15-8:30   | 連続テレビ小説・ほんまもん                                                      | NHK総合    |
| 37   | 24.0%  | 12月10日 8:15-8:30   | 連続テレビ小説・ほんまもん                                                      | NHK総合    |
| 37   | 24.0%  | 12月18日 8:15-8:30   | 連続テレビ小説・ほんまもん                                                      | NHK総合    |
| 38   | 23.9%  | 1月24日 21:00-21:54  | ザッツ踊る大捜査線                                                              | フジテレビ |
| 38   | 23.9%  | 5月31日 21:00-21:54  | 橋田壽賀子ドラマ・渡る世間は鬼ばかり 第5シリーズ                                | TBS        |
| 38   | 23.9%  | 6月7日 21:00-21:54   | 橋田壽賀子ドラマ・渡る世間は鬼ばかり 第5シリーズ                                | TBS        |
| 38   | 23.9%  | 11月29日 8:15-8:30   | 連続テレビ小説・ほんまもん                                                      | NHK総合    |
| 38   | 23.9%  | 12月28日 21:00-23:52 | 金曜エンタテイメント特別企画・忠臣蔵1/47                                        | フジテレビ |
| 39   | 23.8%  | 1月14日 21:00-22:09  | 日曜劇場・白い影（初回）                                                        | TBS        |
| 39   | 23.8%  | 2月24日 21:00-23:44  | ゴールデン洋画劇場・ターミネーター2                                             | フジテレビ |
| 39   | 23.8%  | 5月3日 8:15-8:30     | 連続テレビ小説・ちゅらさん                                                      | NHK総合    |
| 39   | 23.8%  | 9月17日 8:15-8:30    | 連続テレビ小説・ちゅらさん                                                      | NHK総合    |
| 39   | 23.8%  | 12月17日 8:15-8:30   | 連続テレビ小説・ほんまもん                                                      | NHK総合    |
| 40   | 23.7%  | 1月11日 21:00-21:54  | 橋田壽賀子ドラマ・渡る世間は鬼ばかり 第5シリーズ                                | TBS        |
| 40   | 23.7%  | 5月17日 21:00-21:54  | 橋田壽賀子ドラマ・渡る世間は鬼ばかり 第5シリーズ                                | TBS        |
| 40   | 23.7%  | 7月12日 21:00-21:54  | 橋田壽賀子ドラマ・渡る世間は鬼ばかり 第5シリーズ                                | TBS        |
| 40   | 23.7%  | 8月27日 21:00-23:24  | TBS創立50周年記念番組ドラマ・明るいほうへ 明るいほうへ                          | TBS        |
| 40   | 23.7%  | 10月17日 8:15-8:30   | 連続テレビ小説・ほんまもん                                                      | NHK総合    |
| 40   | 23.7%  | 12月6日 8:15-8:30    | 連続テレビ小説・ほんまもん                                                      | NHK総合    |
| 40   | 23.7%  | 12月8日 8:15-8:30    | 連続テレビ小説・ほんまもん                                                      | NHK総合    |
| 40   | 23.7%  | 12月13日 8:15-8:30   | 連続テレビ小説・ほんまもん                                                      | NHK総合    |
| 40   | 23.7%  | 12月14日 8:15-8:30   | 連続テレビ小説・ほんまもん                                                      | NHK総合    |
| 40   | 23.7%  | 12月19日 8:15-8:30   | 連続テレビ小説・ほんまもん                                                      | NHK総合    |
| 40   | 23.7%  | 12月20日 8:15-8:30   | 連続テレビ小説・ほんまもん                                                      | NHK総合    |
| 40   | 23.7%  | 12月22日 8:15-8:30   | 連続テレビ小説・ほんまもん                                                      | NHK総合    |
| 41   | 23.6%  | 11月13日 8:15-8:30   | 連続テレビ小説・ほんまもん                                                      | NHK総合    |
| 41   | 23.6%  | 12月5日 8:15-8:30    | 連続テレビ小説・ほんまもん                                                      | NHK総合    |
| 41   | 23.6%  | 12月11日 8:15-8:30   | 連続テレビ小説・ほんまもん                                                      | NHK総合    |
| 42   | 23.5%  | 4月19日 21:00-21:54  | 橋田壽賀子ドラマ・渡る世間は鬼ばかり 第5シリーズ                                | TBS        |
| 42   | 23.5%  | 7月9日 8:15-8:30     | 連続テレビ小説・ちゅらさん                                                      | NHK総合    |
| 42   | 23.5%  | 12月28日 8:15-8:30   | 連続テレビ小説・ほんまもん                                                      | NHK総合    |
| 43   | 23.4%  | 8月7日 8:15-8:30     | 連続テレビ小説・ちゅらさん                                                      | NHK総合    |
| 43   | 23.4%  | 12月4日 8:15-8:30    | 連続テレビ小説・ほんまもん                                                      | NHK総合    |
| 43   | 23.4%  | 12月26日 8:15-8:30   | 連続テレビ小説・ほんまもん                                                      | NHK総合    |
| 44   | 23.2%  | 4月26日 8:15-8:30    | 連続テレビ小説・ちゅらさん                                                      | NHK総合    |
| 44   | 23.2%  | 5月9日 8:15-8:30     | 連続テレビ小説・ちゅらさん                                                      | NHK総合    |
| 44   | 23.2%  | 9月30日 8:15-8:30    | 連続テレビ小説・ちゅらさん（最終回）                                            | NHK総合    |
| 45   | 23.1%  | 5月12日 21:00-21:54  | 明日があるさ                                                                    | 日本テレビ |
| 45   | 23.1%  | 6月11日 8:15-8:30    | 連続テレビ小説・ちゅらさん                                                      | NHK総合    |
| 45   | 23.1%  | 10月1日 8:15-8:30    | 連続テレビ小説・ほんまもん（初回）                                              | NHK総合    |
| 45   | 23.1%  | 10月24日 8:15-8:30   | 連続テレビ小説・ほんまもん                                                      | NHK総合    |
| 45   | 23.1%  | 11月5日 8:15-8:30    | 連続テレビ小説・ほんまもん                                                      | NHK総合    |
| 45   | 23.1%  | 12月12日 8:15-8:30   | 連続テレビ小説・ほんまもん                                                      | NHK総合    |
| 46   | 23.0%  | 4月26日 21:00-21:54  | 橋田壽賀子ドラマ・渡る世間は鬼ばかり 第5シリーズ                                | TBS        |
| 46   | 23.0%  | 7月6日 8:15-8:30     | 連続テレビ小説・ちゅらさん                                                      | NHK総合    |
| 46   | 23.0%  | 7月19日 21:00-21:54  | 橋田壽賀子ドラマ・渡る世間は鬼ばかり 第5シリーズ                                | TBS        |
| 46   | 23.0%  | 11月3日 21:00-22:54  | ゴールデンシアター 猿の惑星                                                     | フジテレビ |
| 47   | 22.9%  | 4月9日 8:15-8:30     | 連続テレビ小説・ちゅらさん                                                      | NHK総合    |
| 47   | 22.9%  | 6月22日 8:15-8:30    | 連続テレビ小説・ちゅらさん                                                      | NHK総合    |
| 47   | 22.9%  | 10月8日 8:15-8:30    | 連続テレビ小説・ほんまもん                                                      | NHK総合    |
| 48   | 22.7%  | 1月1日 21:00-23:24   | 世にも奇妙な物語・SMAPの特別編                                                  | フジテレビ |
| 48   | 22.7%  | 5月31日 8:15-8:30    | 連続テレビ小説・ちゅらさん                                                      | NHK総合    |
| 48   | 22.7%  | 8月17日 8:15-8:30    | 連続テレビ小説・ちゅらさん                                                      | NHK総合    |
| 48   | 22.7%  | 12月7日 8:15-8:30    | 連続テレビ小説・ほんまもん                                                      | NHK総合    |
| 49   | 22.6%  | 2月21日 21:00-21:54  | ロケット・ボーイ                                                                | フジテレビ |
| 49   | 22.6%  | 4月12日 21:00-21:54  | 橋田壽賀子ドラマ・渡る世間は鬼ばかり 第5シリーズ                                | TBS        |
| 49   | 22.6%  | 6月8日 8:15-8:30     | 連続テレビ小説・ちゅらさん                                                      | NHK総合    |
| 50   | 22.5%  | 1月19日 21:00-22:54  | 金曜ロードショー・エアフォース・ワン                                            | 日本テレビ |
| 50   | 22.5%  | 5月3日 21:00-21:54   | 橋田壽賀子ドラマ・渡る世間は鬼ばかり 第5シリーズ                                | TBS        |
| 50   | 22.5%  | 7月16日 8:15-8:30    | 連続テレビ小説・ちゅらさん                                                      | NHK総合    |
| 50   | 22.5%  | 9月24日 21:30-23:24  | プラトニック・セックス 第1部・17歳の青春編                                      | フジテレビ |
| 50   | 22.5%  | 11月2日 8:15-8:30    | 連続テレビ小説・ほんまもん                                                      | NHK総合    |
| 51   | 22.4%  | 8月21日 21:00-22:09  | 救命病棟24時                                                                    | フジテレビ |
| 51   | 22.4%  | 11月26日 8:15-8:30   | 連続テレビ小説・ほんまもん                                                      | NHK総合    |
| 51   | 22.4%  | 12月24日 8:15-8:30   | 連続テレビ小説・ほんまもん                                                      | NHK総合    |
| 52   | 22.3%  | 3月18日 21:00-21:54  | 日曜劇場・白い影（最終回）                                                      | TBS        |
| 52   | 22.3%  | 5月23日 8:15-8:30    | 連続テレビ小説・ちゅらさん                                                      | NHK総合    |
| 53   | 22.2%  | 1月23日 8:15-8:30    | 連続テレビ小説・オードリー                                                      | NHK総合    |
| 53   | 22.2%  | 1月24日 8:15-8:30    | 連続テレビ小説・オードリー                                                      | NHK総合    |
| 53   | 22.2%  | 2月22日 8:15-8:30    | 連続テレビ小説・オードリー                                                      | NHK総合    |
| 53   | 22.2%  | 2月23日 21:03-23:34  | 金曜ロードショー・天空の城ラピュタ                                              | 日本テレビ |
| 53   | 22.2%  | 3月5日 8:15-8:30     | 連続テレビ小説・オードリー                                                      | NHK総合    |
| 54   | 22.1%  | 6月24日 21:03-22:24  | 日曜劇場・Love Story（最終回）                                                  | TBS        |
| 55   | 22.0%  | 1月27日 21:00-22:51  | 土曜ワイド劇場・相棒2                                                           | テレビ朝日 |
| 55   | 22.0%  | 4月5日 8:15-8:30     | 連続テレビ小説・ちゅらさん                                                      | NHK総合    |
| 56   | 21.9%  | 1月9日 8:15-8:30     | 連続テレビ小説・オードリー                                                      | NHK総合    |
| 56   | 21.9%  | 2月2日 8:15-8:30     | 連続テレビ小説・オードリー                                                      | NHK総合    |
| 56   | 21.9%  | 5月5日 21:00-21:54   | 明日があるさ                                                                    | 日本テレビ |
| 56   | 21.9%  | 7月1日 21:00-22:09   | 日曜劇場・恋がしたい恋がしたい恋がしたい（初回）                                | TBS        |
| 57   | 21.8%  | 2月7日 21:00-21:54   | ザッツ踊る大捜査線                                                              | フジテレビ |
| 57   | 21.8%  | 7月2日 21:00-22:09   | できちゃった結婚（初回）                                                        | フジテレビ |
| 58   | 21.7%  | 8月16日 21:00-21:54  | 橋田壽賀子ドラマ・渡る世間は鬼ばかり 第5シリーズ                                | TBS        |
| 59   | 21.5%  | 1月8日 19:00-20:54   | 慎吾ママドラマスペシャル おっはーは世界を救う                                   | フジテレビ |
| 59   | 21.5%  | 3月19日 8:15-8:30    | 連続テレビ小説・オードリー                                                      | NHK総合    |
| 59   | 21.5%  | 5月6日 21:00-21:54   | 日曜劇場・Love Story                                                            | TBS        |
| 59   | 21.5%  | 7月3日 21:00-22:09   | 救命病棟24時（初回）                                                            | フジテレビ |
| 59   | 21.5%  | 8月10日 21:33-23:24  | 金曜ロードショー・火垂るの墓                                                    | 日本テレビ |
| 60   | 21.4%  | 1月11日 22:00-23:09  | カバチタレ!                                                                     | フジテレビ |
| 60   | 21.4%  | 4月20日 8:15-8:30    | 連続テレビ小説・ちゅらさん                                                      | NHK総合    |
| 60   | 21.4%  | 11月20日 21:03-22:54 | 火曜サスペンス劇場・弁護士・高林鮎子29                                          | 日本テレビ |
| 61   | 21.3%  | 2月26日 8:15-8:30    | 連続テレビ小説・オードリー                                                      | NHK総合    |
| 61   | 21.3%  | 3月26日 8:15-8:30    | 連続テレビ小説・オードリー                                                      | NHK総合    |
| 61   | 21.3%  | 8月17日 21:00-22:54  | 金曜ロードショー・ジュラシック・パーク                                          | 日本テレビ |
| 62   | 21.2%  | 4月22日 21:00-21:54  | 日曜劇場・Love Story                                                            | TBS        |
| 62   | 21.2%  | 5月13日 21:00-21:54  | 日曜劇場・Love Story                                                            | TBS        |
| 62   | 21.2%  | 6月15日 21:03-23:04  | 金曜ロードショー・ルパン三世 カリオストロの城                                   | 日本テレビ |
| 62   | 21.2%  | 7月20日 21:00-22:54  | 金曜ロードショー・GODZILLA                                                      | 日本テレビ |
| 63   | 21.1%  | 12月27日 8:15-8:30   | 連続テレビ小説・ほんまもん                                                      | NHK総合    |
| 64   | 21.0%  | 2月4日 21:00-21:54   | 日曜劇場・白い影                                                                | TBS        |
| 64   | 21.0%  | 3月13日 8:15-8:30    | 連続テレビ小説・オードリー                                                      | NHK総合    |
| 65   | 20.9%  | 1月14日 20:00-20:45  | 北条時宗                                                                        | NHK総合    |
| 65   | 20.9%  | 1月21日 21:00-21:54  | 日曜劇場・白い影                                                                | TBS        |
| 65   | 20.9%  | 5月19日 21:00-21:54  | 明日があるさ                                                                    | 日本テレビ |
| 66   | 20.8%  | 3月4日 20:00-20:45   | 北条時宗                                                                        | NHK総合    |
| 66   | 20.8%  | 7月17日 21:00-21:54  | 救命病棟24時                                                                    | フジテレビ |
| 67   | 20.7%  | 1月19日 8:15-8:30    | 連続テレビ小説・オードリー                                                      | NHK総合    |
| 67   | 20.7%  | 3月8日 22:00-22:54   | カバチタレ!                                                                     | フジテレビ |
| 68   | 20.6%  | 4月28日 21:00-21:54  | 明日があるさ                                                                    | 日本テレビ |
| 69   | 20.5%  | 4月10日 21:00-22:04  | 新・お水の花道（初回）                                                          | フジテレビ |
| 69   | 20.5%  | 10月1日 21:00-22:54  | 月曜ミステリー劇場・西村京太郎サスペンス・十津川警部シリーズ23 終着駅殺人事件   | TBS        |
| 70   | 20.4%  | 5月4日 21:02-22:51   | 金曜エンタテイメント・壁ぎわ税務官                                              | フジテレビ |
| 71   | 20.3%  | 2月18日 20:00-20:45  | 北条時宗                                                                        | NHK総合    |
| 71   | 20.3%  | 4月2日 19:00-20:54   | 春休み映画スペシャル・名探偵コナン 瞳の中の暗殺者                               | 日本テレビ |
| 71   | 20.3%  | 4月9日 21:00-22:09   | ラブ・レボリューション（初回）                                                  | フジテレビ |
| 72   | 20.2%  | 1月21日 20:00-20:45  | 北条時宗                                                                        | NHK総合    |
| 72   | 20.2%  | 3月11日 20:00-20:45  | 北条時宗                                                                        | NHK総合    |
| 72   | 20.2%  | 4月1日 21:00-22:48   | フードファイト・香港死闘篇                                                      | 日本テレビ |
| 72   | 20.2%  | 5月20日 21:00-21:54  | 日曜劇場・Love Story                                                            | TBS        |
| 72   | 20.2%  | 7月13日 21:00-22:54  | 金曜ロードショー・ドクター・ドリトル                                            | 日本テレビ |
| 73   | 20.1%  | 2月17日 21:00-23:21  | 土曜ワイド劇場特別企画・家政婦は見た!19                                         | テレビ朝日 |
| 73   | 20.1%  | 2月25日 20:00-20:45  | 北条時宗                                                                        | NHK総合    |
| 73   | 20.1%  | 5月27日 21:00-21:54  | 日曜劇場・Love Story                                                            | TBS        |
| 73   | 20.1%  | 9月10日 21:00-22:54  | 月曜ミステリー劇場・上条麗子の事件推理                                          | TBS        |
| 73   | 20.1%  | 9月16日 20:00-20:45  | 北条時宗                                                                        | NHK総合    |
| 74   | 20.0%  | 3月18日 20:00-20:45  | 北条時宗                                                                        | NHK総合    |
| 74   | 20.0%  | 7月6日 21:03-23:34   | 金曜ロードショー・魔女の宅急便                                                  | 日本テレビ |

### バラエティ・歌番組
| 順位 | 視聴率 | 放送日               | 番組名                                                                  | 放送局     |
| ---- | ------ | -------------------- | ----------------------------------------------------------------------- | ---------- |
| 1    | 48.5%  | 12月31日 21:30-23:45 | 第52回NHK紅白歌合戦・第2部                                              | NHK総合    |
| 2    | 38.1%  | 12月31日 19:30-21:25 | 第52回NHK紅白歌合戦・第1部                                              | NHK総合    |
| 3    | 29.6%  | 3月19日 22:25-23:19  | SMAP×SMAP                                                               | フジテレビ |
| 4    | 29.0%  | 2月12日 22:00-22:54  | SMAP×SMAP                                                               | フジテレビ |
| 5    | 28.8%  | 2月6日 19:00-19:58   | 伊東家の食卓                                                            | 日本テレビ |
| 6    | 28.6%  | 1月16日 19:00-19:58  | 伊東家の食卓                                                            | 日本テレビ |
| 7    | 28.1%  | 2月19日 22:00-22:54  | SMAP×SMAP                                                               | フジテレビ |
| 8    | 28.0%  | 1月8日 22:15-23:24   | SMAP×SMAP '01新春S1生グランプリ                                         | フジテレビ |
| 9    | 27.7%  | 1月22日 22:00-22:54  | SMAP×SMAP                                                               | フジテレビ |
| 10   | 27.3%  | 10月23日 19:00-19:58 | 伊東家の食卓                                                            | 日本テレビ |
| 11   | 26.9%  | 1月30日 19:00-19:58  | 伊東家の食卓                                                            | 日本テレビ |
| 12   | 26.7%  | 3月5日 22:00-22:54   | SMAP×SMAP                                                               | フジテレビ |
| 12   | 26.7%  | 3月20日 19:00-19:58  | 伊東家の食卓                                                            | 日本テレビ |
| 13   | 26.4%  | 10月30日 19:00-19:58 | 伊東家の食卓                                                            | 日本テレビ |
| 14   | 26.3%  | 4月7日 21:30-23:24   | 電波&雷波スペシャル 桜散る散るサクラサク坂本ちゃん合格発表祭            | 日本テレビ |
| 15   | 26.2%  | 1月29日 22:00-22:54  | SMAP×SMAP                                                               | フジテレビ |
| 15   | 26.2%  | 3月27日 21:15-23:24  | ガチンコ!・戦って散れ花は桜木男泣きSP!                                  | TBS        |
| 15   | 26.2%  | 12月4日 19:00-19:58  | 伊東家の食卓                                                            | 日本テレビ |
| 15   | 26.2%  | 12月4日 19:00-19:58  | 伊東家の食卓                                                            | 日本テレビ |
| 16   | 26.1%  | 3月12日 22:00-22:54  | SMAP×SMAP                                                               | フジテレビ |
| 17   | 26.0%  | 3月17日 19:00-20:54  | 筋肉番付スペシャル                                                      | TBS        |
| 18   | 25.9%  | 2月26日 22:00-22:54  | SMAP×SMAP                                                               | フジテレビ |
| 18   | 25.9%  | 11月13日 19:00-19:58 | 伊東家の食卓                                                            | 日本テレビ |
| 19   | 25.8%  | 9月29日 19:00-20:54  | 筋肉番付スペシャル!                                                     | TBS        |
| 20   | 25.6%  | 3月6日 19:00-19:58   | 伊東家の食卓                                                            | 日本テレビ |
| 20   | 25.6%  | 9月24日 19:00-20:54  | 世界絶叫映像もろ見え超びっくり人間大集結ギネス来襲スペシャル            | 日本テレビ |
| 21   | 25.4%  | 11月6日 19:00-19:58  | 伊東家の食卓                                                            | 日本テレビ |
| 22   | 25.3%  | 1月9日 19:00-19:58   | 伊東家の食卓                                                            | 日本テレビ |
| 22   | 25.3%  | 2月20日 19:00-19:58  | 伊東家の食卓                                                            | 日本テレビ |
| 22   | 25.3%  | 2月27日 19:00-19:58  | 伊東家の食卓                                                            | 日本テレビ |
| 23   | 25.2%  | 1月15日 22:00-22:54  | SMAP×SMAP                                                               | フジテレビ |
| 23   | 25.2%  | 3月23日 21:00-23:24  | 最強の男は誰だ!壮絶筋肉バトル!!スポーツマンNo.1決定戦XIX                | TBS        |
| 24   | 25.0%  | 3月1日 20:00-20:54   | うたばん                                                                | TBS        |
| 24   | 25.0%  | 11月20日 19:00-19:58 | 伊東家の食卓                                                            | 日本テレビ |
| 25   | 24.7%  | 2月13日 19:00-19:58  | 伊東家の食卓                                                            | 日本テレビ |
| 25   | 24.7%  | 9月11日 19:00-19:58  | 伊東家の食卓                                                            | 日本テレビ |
| 26   | 24.6%  | 1月23日 19:00-19:58  | 伊東家の食卓                                                            | 日本テレビ |
| 27   | 24.3%  | 4月24日 19:58-20:54  | 踊る!さんま御殿!!                                                       | 日本テレビ |
| 28   | 24.0%  | 8月28日 21:00-23:09  | ガチンコ!・熱熱熱熱!!狂熱だョ全員凶暴SP                                 | TBS        |
| 29   | 23.9%  | 3月13日 19:00-19:58  | 伊東家の食卓                                                            | 日本テレビ |
| 29   | 23.9%  | 6月19日 19:00-19:58  | 伊東家の食卓                                                            | 日本テレビ |
| 29   | 23.9%  | 10月16日 19:00-19:58 | 伊東家の食卓                                                            | 日本テレビ |
| 30   | 23.7%  | 6月11日 20:00-20:54  | 世界まる見え!テレビ特捜部                                               | 日本テレビ |
| 31   | 23.6%  | 4月16日 22:00-23:09  | SMAP×SMAP '01今夜は生スペシャル                                         | フジテレビ |
| 31   | 23.6%  | 8月19日 16:59-19:58  | 24時間テレビ 「愛は地球を救う」24・PART7                                | 日本テレビ |
| 31   | 23.6%  | 8月28日 19:58-20:54  | 踊る!さんま御殿!!                                                       | 日本テレビ |
| 32   | 23.5%  | 4月9日 23:00-23:26   | 進ぬ!電波少年                                                           | 日本テレビ |
| 33   | 23.4%  | 5月7日 22:00-22:54   | SMAP×SMAP                                                               | フジテレビ |
| 34   | 23.3%  | 1月30日 19:58-20:54  | 踊る!さんま御殿!!                                                       | 日本テレビ |
| 34   | 23.3%  | 4月3日 19:00-21:24   | 踊る踊る踊る!さんま御殿!!スペシャル                                     | 日本テレビ |
| 34   | 23.3%  | 4月10日 19:00-19:58  | 伊東家の食卓                                                            | 日本テレビ |
| 35   | 23.2%  | 1月6日 19:00-20:54   | サタ☆スマスペシャル 中居正広のボク生き!21世紀境界線超特大号             | フジテレビ |
| 35   | 23.2%  | 1月10日 19:00-20:54  | "2001年ダーツの旅" 笑ってコラえて拡大版 世界最強の村人を探せスペシャル! | 日本テレビ |
| 36   | 23.1%  | 1月29日 19:00-19:54  | 関口宏の東京フレンドパークII                                            | TBS        |
| 36   | 23.1%  | 10月22日 22:00-22:54 | SMAP×SMAP                                                               | フジテレビ |
| 37   | 22.9%  | 2月26日 20:00-20:54  | HEY!HEY!HEY! MUSIC CHAMP                                                | フジテレビ |
| 37   | 22.9%  | 8月6日 22:00-22:54   | SMAP×SMAP                                                               | フジテレビ |
| 38   | 22.8%  | 3月6日 20:00-20:54   | 世界まる見え!テレビ特捜部                                               | 日本テレビ |
| 38   | 22.8%  | 5月28日 22:00-22:54  | SMAP×SMAP                                                               | フジテレビ |
| 38   | 22.8%  | 9月9日 19:00-20:00   | さんまのSUPERからくりTV                                                 | TBS        |
| 38   | 22.8%  | 10月30日 19:58-20:54 | 踊る!さんま御殿!!                                                       | 日本テレビ |
| 39   | 22.7%  | 1月27日 19:00-20:54  | スーパースペシャル'01 さんま・所の乱れ咲き花の芸能界オシャベリの殿堂    | 日本テレビ |
| 39   | 22.7%  | 5月8日 19:00-19:58   | 伊東家の食卓                                                            | 日本テレビ |
| 39   | 22.7%  | 7月15日 22:30-22:56  | 進ぬ!電波少年                                                           | 日本テレビ |
| 39   | 22.7%  | 8月20日 20:00-20:54  | 世界まる見え!テレビ特捜部                                               | 日本テレビ |
| 39   | 22.7%  | 9月28日 21:00-22:54  | フードバトルクラブII・史上最強の大食い王!決定トーナメント決勝           | TBS        |
| 39   | 22.7%  | 12月3日 22:00-22:54  | SMAP×SMAP                                                               | フジテレビ |
| 40   | 22.6%  | 4月4日 19:00-20:54   | 日本の未来は明るいゾ 笑ってコラえて!拡大版                              | 日本テレビ |
| 40   | 22.6%  | 4月15日 22:00-22:30  | おしゃれカンケイ                                                        | 日本テレビ |
| 40   | 22.6%  | 6月4日 22:00-22:54   | SMAP×SMAP                                                               | フジテレビ |
| 41   | 22.5%  | 2月19日 20:00-20:54  | 世界まる見え!テレビ特捜部                                               | 日本テレビ |
| 41   | 22.5%  | 10月22日 20:00-20:54 | 世界まる見え!テレビ特捜部                                               | 日本テレビ |
| 41   | 22.5%  | 12月2日 19:00-19:58  | ザ!鉄腕!DASH!!                                                          | 日本テレビ |
| 42   | 22.4%  | 2月18日 19:00-19:58  | ザ!鉄腕!DASH!!                                                          | 日本テレビ |
| 42   | 22.4%  | 7月16日 20:00-20:54  | 世界まる見え!テレビ特捜部                                               | 日本テレビ |
| 42   | 22.4%  | 10月9日 19:00-19:58  | 伊東家の食卓                                                            | 日本テレビ |
| 43   | 22.3%  | 7月9日 22:00-22:54   | SMAP×SMAP                                                               | フジテレビ |
| 43   | 22.3%  | 10月8日 22:15-23:24  | SMAP×SMAP '01秋のおまたせスペシャル                                     | フジテレビ |
| 43   | 22.3%  | 12月24日 19:00-20:54 | 伊東家の食卓!超特大年末SP 裏ワザ&大発見ベスト100!!                      | フジテレビ |
| 44   | 22.2%  | 1月1日 19:00-23:24   | 最強の男は誰だ!壮絶筋肉バトル!!スポーツマンNo.1決定戦XVIII              | TBS        |
| 44   | 22.2%  | 10月28日 17:30-18:00 | 笑点                                                                    | 日本テレビ |
| 45   | 22.1%  | 11月6日 19:58-20:54  | 踊る!さんま御殿!!                                                       | 日本テレビ |
| 46   | 22.0%  | 6月25日 22:00-22:54  | SMAP×SMAP                                                               | フジテレビ |
| 46   | 22.0%  | 8月21日 20:00-20:54  | 学校へ行こう!                                                           | TBS        |
| 46   | 22.0%  | 11月5日 22:00-22:54  | SMAP×SMAP                                                               | フジテレビ |
| 47   | 21.9%  | 2月19日 19:00-19:54  | 関口宏の東京フレンドパークII                                            | TBS        |
| 47   | 21.9%  | 2月24日 19:53-20:54  | めちゃ×2イケてるッ!                                                     | フジテレビ |
| 47   | 21.9%  | 7月16日 22:00-22:54  | SMAP×SMAP                                                               | フジテレビ |
| 47   | 21.9%  | 7月23日 22:00-22:54  | SMAP×SMAP                                                               | フジテレビ |
| 47   | 21.9%  | 8月20日 21:00-22:24  | スーパーテレビ情報最前線・特別版 研ナオコ48歳の挑戦                     | 日本テレビ |
| 47   | 21.9%  | 10月2日 21:15-23:24  | ガチンコ!・烈風大和魂サムライで死ね!!SP                                 | TBS        |
| 48   | 21.8%  | 1月16日 19:58-20:54  | 踊る!さんま御殿!!                                                       | 日本テレビ |
| 49   | 21.7%  | 1月9日 19:58-20:54   | 踊る!さんま御殿!!                                                       | 日本テレビ |
| 49   | 21.7%  | 1月21日 22:56-23:25  | ダウンタウンのガキの使いやあらへんで!!                                  | 日本テレビ |
| 49   | 21.7%  | 2月2日 19:00-19:58   | ぐるぐるナインティナイン                                                | 日本テレビ |
| 49   | 21.7%  | 3月13日 21:00-21:54  | ガチンコ!                                                               | TBS        |
| 49   | 21.7%  | 9月11日 19:58-20:54  | 踊る!さんま御殿!!                                                       | 日本テレビ |
| 49   | 21.7%  | 10月7日 21:00-22:54  | 絶対に訴えてやるぞ!!芸能人VS弁護士軍団・大爆笑!法律バトル・第4弾        | 日本テレビ |
| 49   | 21.7%  | 12月23日 21:00-22:54 | 世界ウルルン滞在記・あったかい冬!感動再会SP                             | TBS        |
| 50   | 21.6%  | 3月4日 17:30-18:00   | 笑点                                                                    | 日本テレビ |
| 50   | 21.6%  | 3月12日 20:00-20:54  | 世界まる見え!テレビ特捜部                                               | 日本テレビ |
| 50   | 21.6%  | 4月22日 22:30-22:56  | 進ぬ!電波少年                                                           | 日本テレビ |
| 50   | 21.6%  | 5月29日 19:00-19:58  | 伊東家の食卓                                                            | 日本テレビ |
| 50   | 21.6%  | 10月28日 19:00-19:58 | ザ!鉄腕!DASH!!                                                          | 日本テレビ |
| 50   | 21.6%  | 12月2日 21:00-21:54  | 発掘!あるある大事典                                                     | フジテレビ |
| 50   | 21.6%  | 12月11日 19:00-19:58 | ザ!鉄腕!DASH!!                                                          | 日本テレビ |
| 51   | 21.5%  | 8月19日 22:00-22:30  | おしゃれカンケイ                                                        | 日本テレビ |
| 51   | 21.5%  | 8月20日 22:00-22:54  | SMAP×SMAP                                                               | フジテレビ |
| 51   | 21.5%  | 10月15日 22:00-22:54 | SMAP×SMAP                                                               | フジテレビ |
| 52   | 21.4%  | 6月10日 22:30-22:56  | 進ぬ!電波少年                                                           | 日本テレビ |
| 53   | 21.3%  | 2月18日 19:00-19:53  | サタ☆スマ                                                               | フジテレビ |
| 53   | 21.3%  | 7月30日 20:00-20:54  | 世界まる見え!テレビ特捜部                                               | 日本テレビ |
| 53   | 21.3%  | 9月9日 8:00-9:30     | THE・サンデー                                                           | 日本テレビ |
| 53   | 21.3%  | 10月29日 20:00-20:54 | 世界まる見え!テレビ特捜部                                               | 日本テレビ |
| 53   | 21.3%  | 11月12日 20:00-20:54 | 世界まる見え!テレビ特捜部                                               | 日本テレビ |
| 54   | 21.2%  | 1月21日 22:30-22:56  | 進ぬ!電波少年                                                           | 日本テレビ |
| 54   | 21.2%  | 3月25日 22:30-22:56  | 進ぬ!電波少年                                                           | 日本テレビ |
| 54   | 21.2%  | 9月9日 22:30-22:56   | 進ぬ!電波少年                                                           | 日本テレビ |
| 54   | 21.2%  | 10月14日 19:00-19:58 | ザ!鉄腕!DASH!!                                                          | 日本テレビ |
| 55   | 21.1%  | 1月8日 12:00-13:00   | 森田一義アワー 笑っていいとも!                                          | フジテレビ |
| 55   | 21.1%  | 1月11日 19:00-19:58  | ぐるぐるナインティナイン                                                | 日本テレビ |
| 55   | 21.1%  | 6月5日 20:00-20:54   | 学校へ行こう!                                                           | TBS        |
| 55   | 21.1%  | 8月13日 20:00-20:54  | SMAP×SMAP '01夏祭り生グランプリ                                         | フジテレビ |
| 56   | 21.0%  | 2月20日 21:00-21:54  | ガチンコ!                                                               | TBS        |
| 56   | 21.0%  | 4月30日 22:00-22:54  | SMAP×SMAP                                                               | フジテレビ |
| 56   | 21.0%  | 7月2日 20:00-20:54   | 世界まる見え!テレビ特捜部                                               | 日本テレビ |
| 56   | 21.0%  | 8月14日 19:00-19:58  | 伊東家の食卓                                                            | 日本テレビ |
| 56   | 21.0%  | 8月28日 19:00-19:58  | 伊東家の食卓                                                            | 日本テレビ |
| 56   | 21.0%  | 12月23日 19:00-20:54 | 2001総決算!さんまのからくりTV超豪華版                                   | TBS        |
| 57   | 20.9%  | 2月18日 22:00-22:30  | おしゃれカンケイ                                                        | 日本テレビ |
| 57   | 20.9%  | 2月27日 21:00-21:54  | ガチンコ!                                                               | TBS        |
| 57   | 20.9%  | 3月11日 22:56-23:25  | ダウンタウンのガキの使いやあらへんで!!                                  | 日本テレビ |
| 57   | 20.9%  | 4月23日 22:00-22:54  | SMAP×SMAP                                                               | フジテレビ |
| 57   | 20.9%  | 5月14日 22:00-22:54  | SMAP×SMAP                                                               | フジテレビ |
| 57   | 20.9%  | 5月22日 20:00-20:54  | 学校へ行こう!                                                           | TBS        |
| 57   | 20.9%  | 6月12日 19:00-19:58  | 伊東家の食卓                                                            | 日本テレビ |
| 57   | 20.9%  | 6月24日 22:30-22:56  | 進ぬ!電波少年                                                           | 日本テレビ |
| 57   | 20.9%  | 6月25日 20:00-20:54  | 世界まる見え!テレビ特捜部                                               | 日本テレビ |
| 57   | 20.9%  | 10月9日 20:00-20:45  | NHK歌謡コンサート                                                       | NHK総合    |
| 57   | 20.9%  | 11月19日 20:00-20:54 | 世界まる見え!テレビ特捜部                                               | 日本テレビ |
| 57   | 20.9%  | 11月26日 22:00-22:54 | SMAP×SMAP                                                               | フジテレビ |
| 57   | 20.9%  | 12月26日 20:00-23:24 | 笑っていいとも!年忘れ★特大号                                            | フジテレビ |
| 58   | 20.8%  | 1月29日 20:00-20:54  | 世界まる見え!テレビ特捜部                                               | 日本テレビ |
| 58   | 20.8%  | 2月13日 19:58-20:54  | 踊る!さんま御殿!!                                                       | 日本テレビ |
| 58   | 20.8%  | 3月26日 19:00-20:54  | 春爛漫 関口宏の東京フレンドパークII 渡る世間は鬼ばかりSP                | TBS        |
| 58   | 20.8%  | 6月18日 22:00-22:54  | SMAP×SMAP                                                               | フジテレビ |
| 58   | 20.8%  | 8月23日 22:00-22:54  | ダウンタウンDX                                                          | 日本テレビ |
| 58   | 20.8%  | 9月3日 19:00-19:54   | 関口宏の東京フレンドパークII                                            | TBS        |
| 58   | 20.8%  | 9月16日 19:00-19:58  | ザ!鉄腕!DASH!!                                                          | 日本テレビ |
| 58   | 20.8%  | 10月16日 19:58-20:54 | 踊る!さんま御殿!!                                                       | 日本テレビ |
| 58   | 20.8%  | 12月14日 21:03-22:51 | 金曜エンタテイメント 人には言えない裏人生4                              | フジテレビ |
| 59   | 20.7%  | 1月6日 21:00-22:54   | (秘)速報!年末年始2001 ザ・視聴率ベスト30                                | 日本テレビ |
| 59   | 20.7%  | 1月22日 19:00-19:54  | 関口宏の東京フレンドパークII                                            | TBS        |
| 59   | 20.7%  | 2月23日 21:02-22:52  | 金曜エンタテイメント・人に言えない裏人生3                               | フジテレビ |
| 59   | 20.7%  | 2月26日 19:00-19:54  | 関口宏の東京フレンドパークII                                            | TBS        |
| 59   | 20.7%  | 3月4日 22:56-23:25   | ダウンタウンのガキの使いやあらへんで!!                                  | 日本テレビ |
| 59   | 20.7%  | 4月2日 22:00-23:17   | SMAP×SMAP '01春らんまんスペシャル                                       | フジテレビ |
| 59   | 20.7%  | 5月21日 22:00-22:54  | SMAP×SMAP                                                               | フジテレビ |
| 59   | 20.7%  | 8月5日 19:00-19:58   | ザ!鉄腕!DASH!!                                                          | 日本テレビ |
| 59   | 20.7%  | 8月27日 20:00-20:54  | 世界まる見え!テレビ特捜部                                               | 日本テレビ |
| 59   | 20.7%  | 10月29日 22:00-22:54 | SMAP×SMAP                                                               | フジテレビ |
| 59   | 20.7%  | 11月12日 22:00-22:54 | SMAP×SMAP                                                               | フジテレビ |
| 60   | 20.6%  | 1月7日 22:56-23:24   | ダウンタウンのガキの使いやあらへんで!!                                  | 日本テレビ |
| 60   | 20.6%  | 1月28日 19:00-20:00  | さんまのSUPERからくりTV                                                 | TBS        |
| 60   | 20.6%  | 2月18日 17:30-18:00  | 笑点                                                                    | 日本テレビ |
| 60   | 20.6%  | 3月3日 19:53-20:54   | めちゃ×2イケてるッ!                                                     | フジテレビ |
| 60   | 20.6%  | 3月4日 19:00-19:58   | ザ!鉄腕!DASH!!                                                          | 日本テレビ |
| 60   | 20.6%  | 7月22日 21:00-21:54  | 発掘!あるある大事典                                                     | フジテレビ |
| 60   | 20.6%  | 11月4日 19:00-19:58  | ザ!鉄腕!DASH!!                                                          | 日本テレビ |
| 60   | 20.6%  | 11月11日 22:56-23:24 | ダウンタウンのガキの使いやあらへんで!!                                  | 日本テレビ |
| 60   | 20.6%  | 11月24日 19:53-20:54 | めちゃ×2イケてるッ!                                                     | フジテレビ |
| 60   | 20.6%  | 11月25日 17:30-18:00 | 笑点                                                                    | 日本テレビ |
| 61   | 20.5%  | 1月28日 22:30-22:56  | 進ぬ!電波少年                                                           | 日本テレビ |
| 61   | 20.5%  | 2月18日 22:30-22:56  | 進ぬ!電波少年                                                           | 日本テレビ |
| 61   | 20.5%  | 3月5日 19:00-19:54   | 関口宏の東京フレンドパークII                                            | TBS        |
| 61   | 20.5%  | 3月25日 22:00-22:30  | おしゃれカンケイ                                                        | 日本テレビ |
| 61   | 20.5%  | 5月1日 20:00-20:54   | 学校へ行こう!                                                           | TBS        |
| 61   | 20.5%  | 7月23日 20:00-20:54  | 世界まる見え!テレビ特捜部                                               | 日本テレビ |
| 61   | 20.5%  | 8月23日 19:00-20:54  | 奇跡体験!アンビリバボー・2時間スペシャル                                | フジテレビ |
| 61   | 20.5%  | 11月19日 22:00-22:54 | SMAP×SMAP                                                               | フジテレビ |
| 62   | 20.4%  | 1月12日 20:00-20:54  | ミュージックステーション                                                | テレビ朝日 |
| 62   | 20.4%  | 1月14日 19:00-19:58  | ザ!鉄腕!DASH!!                                                          | 日本テレビ |
| 62   | 20.4%  | 3月7日 19:58-20:54   | 速報!歌の大辞テン                                                       | 日本テレビ |
| 62   | 20.4%  | 7月10日 20:00-20:54  | 学校へ行こう!                                                           | TBS        |
| 62   | 20.4%  | 7月30日 22:00-22:54  | SMAP×SMAP                                                               | フジテレビ |
| 62   | 20.4%  | 8月26日 22:30-22:56  | 進ぬ!電波少年                                                           | 日本テレビ |
| 62   | 20.4%  | 9月10日 19:00-19:54  | 関口宏の東京フレンドパークII                                            | TBS        |
| 62   | 20.4%  | 9月10日 20:00-20:54  | 世界まる見え!テレビ特捜部                                               | 日本テレビ |
| 62   | 20.4%  | 12月4日 19:58-20:54  | 踊る!さんま御殿!!                                                       | 日本テレビ |
| 62   | 20.4%  | 12月10日 22:00-22:54 | SMAP×SMAP                                                               | フジテレビ |
| 63   | 20.3%  | 1月15日 23:00-23:30  | あいのり                                                                | フジテレビ |
| 63   | 20.3%  | 1月21日 22:00-22:30  | おしゃれカンケイ                                                        | 日本テレビ |
| 63   | 20.3%  | 1月22日 19:30-20:00  | 名探偵コナン                                                            | 日本テレビ |
| 63   | 20.3%  | 3月7日 19:00-19:58   | 1億人の大質問!?笑ってコラえて!                                          | 日本テレビ |
| 63   | 20.3%  | 5月29日 21:00-21:54  | ガチンコ!                                                               | TBS        |
| 63   | 20.3%  | 8月11日 19:30-21:55  | 第33回思い出のメロディー                                                | NHK総合    |
| 63   | 20.3%  | 11月5日 20:00-20:54  | 世界まる見え!テレビ特捜部                                               | 日本テレビ |
| 63   | 20.3%  | 11月12日 19:00-19:54 | 関口宏の東京フレンドパークII                                            | TBS        |
| 63   | 20.3%  | 12月16日 17:30-18:00 | 笑点                                                                    | 日本テレビ |
| 63   | 20.3%  | 12月22日 21:00-22:54 | さんま&SMAP!美女と野獣のクリスマススペシャル'01                         | 日本テレビ |
| 64   | 20.2%  | 2月13日 21:00-21:54  | ガチンコ!                                                               | TBS        |
| 64   | 20.2%  | 3月6日 21:00-21:54   | ガチンコ!                                                               | TBS        |
| 64   | 20.2%  | 6月11日 22:00-22:54  | SMAP×SMAP                                                               | フジテレビ |
| 64   | 20.2%  | 9月11日 21:00-21:54  | ガチンコ!                                                               | TBS        |
| 64   | 20.2%  | 10月23日 19:58-20:54 | 踊る!さんま御殿!!                                                       | 日本テレビ |
| 64   | 20.2%  | 12月4日 19:00-19:58  | ザ!鉄腕!DASH!!                                                          | 日本テレビ |
| 65   | 20.1%  | 1月24日 19:00-19:58  | 1億人の大質問!?笑ってコラえて!                                          | 日本テレビ |
| 65   | 20.1%  | 2月3日 19:00-19:53   | サタ☆スマ                                                               | フジテレビ |
| 65   | 20.1%  | 2月12日 19:00-19:54  | 関口宏の東京フレンドパークII                                            | TBS        |
| 65   | 20.1%  | 4月22日 22:00-22:30  | おしゃれカンケイ                                                        | 日本テレビ |
| 65   | 20.1%  | 4月24日 19:00-19:58  | 伊東家の食卓                                                            | 日本テレビ |
| 65   | 20.1%  | 8月30日 22:00-22:54  | ダウンタウンDX                                                          | 日本テレビ |
| 65   | 20.1%  | 11月3日 19:30-20:45  | わが心の大阪メロディー                                                  | NHK総合    |
| 66   | 20.0%  | 2月23日 20:00-20:54  | ミュージックステーション                                                | テレビ朝日 |
| 66   | 20.0%  | 3月18日 22:56-23:25  | ダウンタウンのガキの使いやあらへんで!!                                  | 日本テレビ |
| 66   | 20.0%  | 3月24日 18:30-20:54  | サタ☆スマスペシャル 中居正広のボク生き!春満開境界線超特大号             | フジテレビ |
| 66   | 20.0%  | 3月25日 21:00-22:54  | 世界ウルルン滞在記・ホントに来た!?大再会スペシャル                      | TBS        |
| 66   | 20.0%  | 4月22日 19:00-19:58  | ザ!鉄腕!DASH!!                                                          | 日本テレビ |
| 66   | 20.0%  | 5月15日 20:00-20:54  | 学校へ行こう!                                                           | TBS        |
| 66   | 20.0%  | 6月12日 19:58-20:54  | 踊る!さんま御殿!!                                                       | 日本テレビ |
| 66   | 20.0%  | 7月17日 19:00-19:58  | 伊東家の食卓                                                            | 日本テレビ |
| 66   | 20.0%  | 9月6日 22:00-22:54   | ダウンタウンDX                                                          | 日本テレビ |
| 66   | 20.0%  | 12月25日 21:00-23:24 | ガチンコ!・ここは地獄の一丁目!!サンタも来ない番外地SP                   | TBS        |

### アニメ
| 順位 | 視聴率 | 放送日               | 番組名                                                    | 放送局     |
| ---- | ------ | -------------------- | --------------------------------------------------------- | ---------- |
| 1    | 25.3%  | 3月4日 18:30-19:00   | サザエさん                                                | フジテレビ |
| 2    | 24.9%  | 1月28日 18:30-19:00  | サザエさん                                                | フジテレビ |
| 3    | 24.4%  | 11月4日 18:30-19:00  | サザエさん                                                | フジテレビ |
| 4    | 24.1%  | 1月21日 18:30-19:00  | サザエさん                                                | フジテレビ |
| 4    | 24.1%  | 2月25日 18:30-19:00  | サザエさん                                                | フジテレビ |
| 5    | 23.7%  | 11月18日 18:30-19:00 | サザエさん                                                | フジテレビ |
| 6    | 23.3%  | 2月18日 18:30-19:00  | サザエさん                                                | フジテレビ |
| 7    | 23.2%  | 2月4日 18:30-19:00   | サザエさん                                                | フジテレビ |
| 7    | 23.2%  | 3月11日 18:30-19:00  | サザエさん                                                | フジテレビ |
| 8    | 23.0%  | 10月28日 18:30-19:00 | サザエさん                                                | フジテレビ |
| 9    | 22.9%  | 1月14日 18:30-19:00  | サザエさん                                                | フジテレビ |
| 9    | 22.9%  | 3月25日 18:30-19:00  | サザエさん                                                | フジテレビ |
| 9    | 22.9%  | 11月11日 18:30-19:00 | サザエさん                                                | フジテレビ |
| 10   | 22.8%  | 8月3日 21:00-22:54   | 金曜特別ロードショー・ルパン三世 アルカトラズコネクション | 日本テレビ |
| 11   | 22.7%  | 9月16日 18:30-19:00  | サザエさん                                                | フジテレビ |
| 12   | 22.5%  | 9月9日 18:30-19:00   | サザエさん                                                | フジテレビ |
| 13   | 22.4%  | 8月26日 18:30-19:00  | サザエさん                                                | フジテレビ |
| 14   | 22.1%  | 10月15日 18:30-19:00 | サザエさん                                                | フジテレビ |
| 15   | 22.1%  | 5月27日 18:30-19:00  | サザエさん                                                | フジテレビ |
| 15   | 22.1%  | 12月9日 18:30-19:00  | サザエさん                                                | フジテレビ |
| 16   | 22.0%  | 4月8日 18:30-19:00   | サザエさん                                                | フジテレビ |
| 17   | 21.9%  | 12月2日 18:30-19:00  | サザエさん                                                | フジテレビ |
| 18   | 21.7%  | 6月24日 18:30-19:00  | サザエさん                                                | フジテレビ |
| 18   | 21.7%  | 10月21日 18:30-19:00 | サザエさん                                                | フジテレビ |
| 18   | 21.7%  | 11月25日 18:30-19:00 | サザエさん                                                | フジテレビ |
| 19   | 21.6%  | 2月19日 19:30-20:00  | 名探偵コナン                                              | 日本テレビ |
| 20   | 21.5%  | 4月22日 18:30-19:00  | サザエさん                                                | フジテレビ |
| 20   | 21.5%  | 5月6日 18:30-19:00   | サザエさん                                                | フジテレビ |
| 21   | 21.1%  | 5月13日 18:30-19:00  | サザエさん                                                | フジテレビ |
| 22   | 20.9%  | 9月2日 18:30-19:00   | サザエさん                                                | フジテレビ |
| 22   | 20.9%  | 9月10日 19:30-20:00  | 名探偵コナン                                              | 日本テレビ |
| 23   | 20.5%  | 10月22日 19:30-20:00 | 名探偵コナン                                              | 日本テレビ |
| 24   | 20.4%  | 3月5日 19:30-20:00   | 名探偵コナン                                              | 日本テレビ |
| 25   | 20.3%  | 6月17日 18:30-19:00  | サザエさん                                                | フジテレビ |
| 25   | 20.3%  | 12月16日 18:30-19:00 | サザエさん                                                | フジテレビ |
| 26   | 20.0%  | 4月15日 18:30-19:00  | サザエさん                                                | フジテレビ |

## 報道・情報・教養・ドキュメンタリー番組

### 終了番組

#### 3月終了
- 5日 - 歴史たんけん（NHK教育）
- 18日
  - 新アジア発見（NHK総合）
  - スポーツTODAYワイド 週末版（テレビ東京）
- 20日 - たけしの万物創世紀（ABC朝日放送）
- 23日 - アスリート〜すべての挑戦者に捧ぐ（テレビ東京）
- 25日
  - ふるさと日本のことば（NHK教育）
  - 未来の瞳（TBS）
  - スーパーナイト（フジテレビ・関西テレビ共同制作）
  - サンデージャングル（テレビ朝日）
- 26日 - 生きもの地球紀行（NHK総合）
- 29日 - M.Road（テレビ朝日）
- 30日
  - おめざめ天気（関西テレビ）
  - 朝はポレポレ（九州朝日放送）
  - フライデーディズニー（テレビ東京）
  - 突撃!TVどんぶり（テレビ東京）
  - DogiBagi（テレビ東京）
  - Morning Access ビーエス朝!（BS朝日）
  - ルックLOOK（日本テレビ）
  - 噂のどーなってるの?!（フジテレビ）
  - AXEL（テレビ朝日）
- 31日
  - やってみようなんでも実験（NHK教育）
  - Super kids Zone ポンキッキーズ（フジテレビ）
  - ウォッ!チャ（フジテレビ）
  - 特捜TV!ガブリンチョ (テレビ朝日)
  - ITビジネスフロンティア（テレビ東京）
  - プロ野球ニュース（フジテレビ）
  - 大前研一のガラポン2000!!（テレビ東京）

#### 6月終了
- 30日
  - 榎さんのすももくらぶ（テレビ東京）

#### 9月終了
- 28日
  - ジパングあさ6（日本テレビ）
  - ズームイン!!朝!（日本テレビ）
  - おもしろかしこ（テレビ朝日）
- 29日
  - すてきな出逢い いい朝8時（MBS毎日放送）
  - 加藤寛のカンカンガクガク（テレビ東京）
  - 住楽街ッチング（テレビ東京）
  - リスクの薬（テレビ東京）
  - お台場2★4★8 スーパーウォッ!チャ（フジテレビ）
  - 週刊経済王（テレビ東京）

#### 10月 - 12月終了
- 10月4日 - 歩こ!バージン街図鑑（関西テレビ）
- 11月24日 - ほっとジャーナル（関西テレビ）

### 開始番組

#### 4月開始
- 1日
  - グレートマザー物語（テレビ朝日）
  - EZ!TV（フジテレビ・関西テレビ共同制作）
  - ベストポジションSPORTS（テレビ朝日）
  - SHOWBIZ COUNTDOWN（テレビ愛知）
- 2日
  - music&weather おはよ!（関西テレビ）
  - アサデス。KBC（九州朝日放送）
  - レッツ!（日本テレビ）
  - こたえてちょーだい!（フジテレビ）
  - ほっとイブニング（NHK名古屋）
  - 地球!ふしぎ大自然（NHK総合）
  - 夢伝説 〜世界の主役たち〜（NHK総合）
  - すぽると!（フジテレビ）
- 5日 - ブラウンさん（日本テレビ）
- 6日
  - Disney Time 金曜版（テレビ東京）改題リニューアル
  - 天才ビットくん（NHK教育）
  - プロレスリング・ノア中継（日本テレビ）
  - 報道通（日本テレビ）
- 7日
  - ポンキッキーズ21（フジテレビ）改題リニューアル
  - 晴れ♡どきドキ晴れ（中部日本放送）
  - お台場2★4★8 スーパーウォッ!チャ（フジテレビ）改題リニューアル
  - トッポとロージー（フジテレビ）
- 8日
  - たべもの新世紀（NHK総合）
  - アジア人間街道（NHK総合）
- 9日 - にんげん日本史（NHK教育）
- 10日 - PRIDE王（東海テレビ）
- 12日 - 歩こ!バージン街図鑑（関西テレビ）
- 14日 - せやねん!（MBS毎日放送）
- 25日 - プラチケ!（関西テレビ）
- 28日 - ほっとジャーナル（関西テレビ）

#### 10月開始
- 1日
  - ニュース朝いち430（NNN24（日テレNEWS24の前身）（CS）・日本テレビ）
  - ズームイン!!SUPER（日本テレビ）
  - N天トップ!（テレビ朝日）リニューアル。
  - Closing Bell（テレビ東京）
  - 〇ごとX（静岡第一テレビ）リニューアル
- 2日 - 出会いのストーリー（フジテレビ）
- 4日
  - 三軒茶屋モータリングクラブ（テレビ東京）
  - 格闘王（TBS）
- 6日
  - あさ天サタデー (日本テレビ)
  - リアルタイム（MBS毎日放送）
  - 情報プロジェクトS（フジテレビ）
  - ストレイシープポーのちっちゃな大冒険（フジテレビ）
  - ザ・スクープ（テレビ朝日）リニューアル
  - ウィークエンドサテライト（テレビ東京）
- 7日
  - どさんこサンデー（札幌テレビ）
- 11日 - ピロッポ（フジテレビ）
- 29日 - 地元発信! 東京ジモティ（フジテレビ）

### 期間限定番組
- 7月4日 - 25日、愛と涙の蔵出し物語（MBS毎日放送）

## バラエティ番組

### 終了番組

#### 3月終了
- 10日 - ガキバラ帝国2000!（TBS）
- 12日 - 芸能界お見合いマッチ（テレビ東京）
- 14日
  - THE!おいしい番組（MBS毎日放送）
  - とんねるずの生でダラダラいかせて!!（日本テレビ）
- 15日 - 嗚呼!バラ色の珍生!!（日本テレビ）
- 17日 - 年中夢中!コンビニ宴ス（テレビ朝日）
- 18日 - うなぎのぼり研究所（フジテレビ）
- 19日
  - 男と女!!雨のち晴（フジテレビ）
  - 鶴瓶と慎吾、平成日本のよふけ（フジテレビ）
- 20日 - おウチに帰ろう!（TBS）
- 21日
  - 号外!!爆笑大問題（札幌テレビ）
  - アッコとマチャミのテレビ（FBS福岡放送）
- 22日
  - あまからアベニュー（MBS毎日放送）
  - エブナイ（フジテレビ）
- 23日
  - まかせて!!エキスパ（フジテレビ・関西テレビ共同制作）
  - TV's HIGH（フジテレビ）
  - ヒメゴト（テレビ朝日）
- 25日
  - イカリングの面積（テレビ愛知）
  - イチオシ・キッス（テレビ東京）
  - リンクTV（テレビ東京）
- 26日
  - アートの遺伝子Z（日本テレビ）
  - おネプ!（テレビ朝日）
  - (株)城島産業（TBS）
  - ヤミツキ（中京テレビ）
- 27日
  - 未来ナースファイナル（TBS）
  - 桂芸能社オトせ!（TBS）
  - 吉本ばかな（日本テレビ）
  - 電画なっ!（TBS）
  - ともだち王（テレビ東京）
- 28日 - ネッとび!（テレビ東京）
- 29日
  - マリオスクール（テレビ東京）
  - お笑いV6病棟!（フジテレビ）
  - 仕立屋工場（フジテレビ）
- 30日
  - 藤井隆のダンシン!（テレビ東京）
  - 少女日記（テレビ東京）
  - 新しい波8（フジテレビ）
- 31日
  - WOMEN BIZ（テレビ東京）
  - プレイヤーズ（日本テレビ）
  - いまどき娘とハッスルオヤジ（テレビ東京）
  - ドピーカン!（テレビ東京）

#### 4月終了
- 1日 - ピンクパパラッチ（日本テレビ）
- 3日 - クイズ!爆笑難問題（テレビ東京）
- 20日 - 鈴井の巣（北海道テレビ）

#### 6月 - 8月終了
- 6月25日 - 蔵出し（テレビ東京）
- 6月27日 - 小さな恋みつけた。（MBS毎日放送）
- 8月24日 - ザ!キャッシュマン（フジテレビ・関西テレビ共同制作）

#### 9月終了
- 7日 - 世界超密着TV!ワレワレハ地球人ダ!!（フジテレビ）
- 10日 - そんなに私が悪いのか!?（テレビ朝日）
- 13日 - 週刊ストーリーランド（日本テレビ）
- 15日 - ほんパラ!関口堂書店（テレビ朝日）
- 16日
  - 稲妻!ロンドンハーツ（テレビ朝日）[4]
  - 笑う犬の冒険（フジテレビ）
- 17日 - 新常識クイズ!目からウロコ（フジテレビ）
- 18日
  - めっけMON!（TBS）
  - 赤ちゃん金ちゃんしゃべる部屋（フジテレビ）
- 19日 - ぶらっち（関西テレビ）
- 20日
  - ワンナイTHURSDAY（フジテレビ）
  - 百萬男（フジテレビ）
- 21日 - 火の玉スポーツ列伝!（テレビ東京）
- 24日
  - 天の恵 〜愛の社会科見学〜（テレビ東京）
  - 笑う子犬の生活（フジテレビ）
  - C・C・C カークラッシュクラブ（TBS）
  - 極楽とんぼのとび蹴りゴッデス（テレビ朝日）
- 25日
  - 人気者でいこう!（ABC朝日放送）[5]
  - スキヤキ!!ロンドンブーツ大作戦（テレビ東京）
  - ぜったい!キャイ〜ン（TBS）
  - 24人の加藤あい（TBS）
  - クローンキッド（TBS）
  - 正義の味方（日本テレビ）
  - CGTV（TBS）
- 26日
  - 明石家マンション物語（フジテレビ）
  - 筋肉行脚（TBS）
  - 快速!通勤仮面（テレビ朝日）
  - 激すれすれガレッジセール（TBS）
- 27日
  - マジック王国（テレビ東京）
  - チノパン（フジテレビ）
  - 神出鬼没・乗ってけ!北野誠タクシー（関西テレビ）
  - ミミセン!（TBS）
  - 所どころ仕事熱心（TBS）
- 28日
  - プレゼンタイガー（フジテレビ）
  - 美少女教育（テレビ東京）
  - フライデーナイトはお願い!モーニング（テレビ岩手）
  - 電脳おやじ（テレビ東京）
- 29日
  - 胸さわぎの土曜日（フジテレビ）
  - 今夜はプネ・プネ（日本テレビ）
- 30日
  - ピカイチ（日本テレビ）
  - とりあえずイイ感じ。（日本テレビ）
  - モノ・好きっ!パラダイス（テレビ朝日）
  - P.S.愛してる!（中京テレビ）

#### 10月終了
- 2日 - クイズ!爆笑難問題2（テレビ東京）
- 3日 - コロシアム（テレビ東京）
- 6日 - ファイトマネー（関西テレビ）

#### 12月終了
- 24日 - 鈴井の巣 presents n×u×k×i（北海道テレビ）
- 29日
  - スゴ腕!バウト（関西テレビ）
  - 愛の勝ち組×恋の負け組（フジテレビ）

### 開始番組

#### 1月開始
- 11日 - つるまげどん（MBS毎日放送）
- 15日 - 芸能界お見合いマッチ（テレビ東京）

#### 4月開始
- 1日
  - 新・平成日本のよふけ（フジテレビ）
  - うなぎのぼり研究所1/2（フジテレビ）改題
  - イチオシ（テレビ東京）
- 2日
  - ちゃんネプ（テレビ朝日）
  - 秘密の爆笑大問題（札幌テレビ）
  - アッコとマチャミの新型テレビ（FBS福岡放送）
  - 愛のお言葉バラエティー 千のバイブル（テレビ愛知）
  - 美少女教育（テレビ東京）
  - C・C・C カークラッシュクラブ（TBS）
  - バトラク（関西テレビ）
- 3日
  - BEST HIT TV（テレビ朝日）
  - 24人の加藤あい（TBS）
  - すすきの天国 よるたま（テレビ北海道）
  - クローンキッド（TBS）
  - 正義の味方（日本テレビ）
  - CGTV（TBS）
- 4日
  - あんたにグラッツェ!（中京テレビ）
  - 週刊V.WEST（関西テレビ）
  - 筋肉行脚（TBS）
  - 快速!通勤仮面（テレビ朝日）
  - 激すれすれガレッジセール（TBS）
  - ぶらっち（関西テレビ）
  - ニッテる!（日本テレビ）
- 5日
  - マジック王国（テレビ東京）
  - ミミセン!（TBS）
  - 所どころ仕事熱心（TBS）
- 6日
  - プレゼンタイガー（フジテレビ）
  - きらきらアフロ（テレビ大阪）
  - 惑星beau☆beau（テレビ朝日）
  - 虎の門（テレビ朝日）
  - 笑いの巣（日本テレビ）
- 7日
  - テレビ王（テレビ朝日）
  - ごきげん!ブランニュ（ABC朝日放送）
  - ファイトマネー（関西テレビ）
  - 胸さわぎの土曜日（フジテレビ）
  - 裸の少年（テレビ朝日）
  - 今夜はプネ・プネ（日本テレビ）
- 8日 - イカロスの翼〜熱血ふしぎ探検隊〜（関西テレビ）
- 9日
  - 笑う子犬の生活ALIVE（フジテレビ）
  - はねるのトびら（フジテレビ）
  - 桂芸能社マジ!（TBS）改題
- 10日
  - めっけMON!（TBS）
  - クイズ!爆笑難問題2（テレビ東京）
  - 少年タイヤ（フジテレビ）
  - すぽーつアミーゴ!（関西テレビ）
- 11日
  - ザ!世界仰天ニュース（日本テレビ）
  - ココリコミラクルタイプ（フジテレビ）
  - BACK-UP!（フジテレビ）
- 12日
  - モー。たいへんでした（日本テレビ）
  - 水野真紀の魔法のレストラン（MBS毎日放送）
  - ワンナイTHURSDAY（フジテレビ）
  - 百萬男（フジテレビ）
- 13日 - チョナン・カン（フジテレビ）
- 14日
  - 不思議どっとテレビ。これマジ!?（テレビ朝日）
  - USO!?ジャパン（TBS）
  - エブナイSATURDAY（フジテレビ）
- 16日 - 新常識クイズ!目からウロコ（フジテレビ）
- 17日
  - たけし・所のWA風がきた!（ABC朝日放送）
  - 絶品!地球まるかじり（テレビ東京）
- 18日
  - 小さな恋みつけた。（MBS毎日放送）
  - せきらら白書（テレビ朝日）
- 20日 - 火の玉スポーツ列伝!（テレビ東京）
- 22日
  - 感動!チューボー隊が行く!!（中京テレビ）
  - モノ・好きっ!パラダイス（テレビ朝日）
- 24日 - 直撃!!ウワサの5人（フジテレビ）
- 27日 
  - ザ!キャッシュマン（フジテレビ・関西テレビ）
  - 鈴井の巣 presents n×u×k×i（北海道テレビ）

#### 7月開始
- 16日 - 解決!クスリになるテレビ（テレビ東京）

#### 10月開始
- 1日
  - 人妻温泉（テレビ東京）
  - 新・美少女日記（テレビ東京）
  - 極楽とんぼのバスコーンだろ!!（テレビ朝日）
  - PPP（TBS）
- 2日
  - キャイ〜ン式（TBS）
  - アサ秘ジャーナル（TBS）
  - 1080°（テレビ東京）
- 3日
  - ナミダメ（テレビ東京）
  - ケイン・ザ・マッスル（TBS）
  - イマドコ?（テレビ朝日）
  - 真夜中の嵐（日本テレビ）
  - 品庄内閣（TBS）
  - 給与明細（テレビ東京）
- 4日
  - Mr.マリック魔法の時間（テレビ東京）
  - オトセン!（TBS）
  - 穴ねのね（関西テレビ）
  - 帰ってきたウラまるカフェ（TBS）
- 5日 - ユタンポ（山陽放送）
- 7日
  - ジャパン☆ウォーカー（日本テレビ）
  - 日本のミカタ（日本テレビ）
- 8日 - アヤパン（フジテレビ）
- 9日
  - 特ネタ!ニッポン宝島（TBS）
  - 爆笑問題の三者面談（テレビ東京）
- 10日 - ダウンタウン☆セブン（MBS毎日放送）
- 11日
  - ワンナイR&R（フジテレビ）改題
  - ぶらりプチ京都（関西テレビ）
- 13日
  - SmaSTATION!!（テレビ朝日）
  - スゴ腕!バウト（関西テレビ）
  - 愛の勝ち組×恋の負け組（フジテレビ）
- 14日
  - HAMADA COMPANY 弾丸ヒーローズ（ABC朝日放送）
  - PS（中京テレビ）
- 16日
  - ジャングルブック（テレビ朝日）
  - モモコ×菜摘×よし子 おじょママ!!（関西テレビ）
- 17日 - 明石家ウケんねん物語（フジテレビ）改題
- 18日 - ウルトラショップ（日本テレビ）
- 19日
  - ザ・ジャッジ! 〜得する法律ファイル（フジテレビ）
  - 中居正広の金曜日のスマたちへ（TBS）
  - 芸術に恋して!（テレビ東京）
- 21日 - 笑う犬の発見（フジテレビ）改題
- 22日 - わけありバラエティー みんなのヒミツ（フジテレビ）
- 23日 - ロンドンハーツ（テレビ朝日）枠移動、改題
- 26日 - B.C.ビューティー・コロシアム（フジテレビ）
- 27日 - サタっぱち 古舘の日本上陸（テレビ朝日）
- 28日 - ほんパラ!痛快ゼミナール（テレビ朝日）枠移動、改題

#### 11月開始
- 2日 - 木梨サイクル（フジテレビ）

### 期間限定番組
- 4月24日〜5月22日 - 疾風!どエラい男ら（関西テレビ）
- 7月1日〜9月30日 - あしたのJ（日本テレビ）
- 7月2日〜9月24日 - パニクラッ!（テレビ東京）

## 音楽番組

### 終了番組

#### 3月終了
- 14日 - music-enta（テレビ朝日）
- 30日 - 桑田佳祐の音楽寅さん 〜MUSIC TIGER〜（フジテレビ）
- 31日 - LOVE LOVEあいしてる（フジテレビ）

#### 9月終了
- 17日 - 歌のヒットステージ（テレビ東京）

### 開始番組

#### 4月開始
- 2日 - オレ達のWell歌夢（テレビ東京）
- 3日 - 流派-R（テレビ東京）
- 4日 - ピンパパ（中京テレビ）
- 8日 - 堂本兄弟（フジテレビ）
- 9日 - 歌のヒットステージ（テレビ東京）

#### 10月開始
- 3日 - 倫敦音楽館 Lon-mu（テレビ東京）
- 15日 - 歌って最高!（テレビ東京）

## テレビドラマ
詳細は「2001年のテレビドラマ (日本)」を参照。

## 2001年のアニメ
1月
- ゾイド新世紀/ゼロ
- 爆転シュート ベイブレード
- テイルズ オブ エターニア
- グラップラー刃牙
- 地球少女アルジュナ
- 地球防衛家族
- パワーパフガールズ
- 破壊魔定光

2月
- も〜っと!おジャ魔女どれみ
- サラリーマン金太郎

3月
- Dr.リンにきいてみて!

4月
- RUN=DIM
- 超GALS!寿蘭
- デジモンテイマーズ
- コメットさん☆
- 機動天使エンジェリックレイヤー
- こみっくパーティー
- ジャングルはいつもハレのちグゥ
- スターオーシャンEX
- 魔法戦士リウイ
- 新白雪姫伝説プリーティア
- The Soul Taker 〜魂狩〜
- シスタープリンセス
- ウッディー・ウッドペッカー
- ジーンシャフト
- ノワール
- 破邪巨星Gダンガイオー
- 電脳冒険記ウェブダイバー
- Z.O.E Dolores, i
- 仰天人間バトシーラー
- 逮捕しちゃうぞ
- ギャラクシーエンジェル
- プロジェクトARMS
- パチスロ貴族 銀
- 鋼鉄天使くるみ2式
- 花右京メイド隊
- ゴーゴー五つ子ら・ん・ど
- パラッパラッパー
- だいすき!ぶぶチャチャ

5月
- 学園戦記ムリョウ
- オフサイド
- エイリアン9
- チャンス トライアングルセッション
- フィギュア17 つばさ&ヒカル

7月
- まみむめ☆もがちょ
- スクライド
- シャーマンキング
- あぃまぃみぃ!ストロベリー・エッグ
- フルーツバスケット
- 魔法少女ネコたると
- コスモウォーリアー零
- ののちゃん
- 星界の戦旗II 守るべきもの
- リアルバウトハイスクール

8月
- 砂漠の海賊!キャプテンクッパ

10月
- くるくるアミー
- 旋風の用心棒
- しあわせソウのオコジョさん
- ちっちゃな雪使いシュガー
- X
- おとぎストーリー 天使のしっぽ
- i-wish you were here-〜あなたがここにいてほしい〜
- ナジカ電撃作戦
- VANDREAD 〜The Second Stage〜
- まほろまてぃっく
- バビル2世
- 星のカービィ
- ガイスターズ
- ストレイシープ ポーのちっちゃな大冒険
- 激闘!クラッシュギアTURBO
- キャプテン翼
- テニスの王子様
- ヒカルの碁
- Hellsing
- ピロッポ
- ココロ図書館
- RAVE
- カスミン
- バンパイヤン・キッズ
- サイボーグ009
- 神鵰侠侶 コンドルヒーロー

11月
- こげぱん
- ライオン・キングのティモンとプンバァ

12月
- よばれてとびでて!アクビちゃん
- 格闘料理伝説ビストロレシピ